# Lista de episódios de House, M.D.

## Resumo da sérieHouse, M.D.
| Temporada | Temporada | Episódios | Exibição original      | Exibição original  |
| Temporada | Temporada | Episódios | Início                 | Final              |
| --------- | --------- | --------- | ---------------------- | ------------------ |
|           | 1         | 22        | 16 de novembro de 2004 | 24 de maio de 2005 |
|           | 2         | 24        | 13 de setembro de 2005 | 23 de maio de 2006 |
|           | 3         | 24        | 5 de setembro de 2006  | 29 de maio de 2007 |
|           | 4         | 16        | 25 de setembro de 2007 | 19 de maio de 2008 |
|           | 5         | 24        | 16 de setembro de 2008 | 11 de maio de 2009 |
|           | 6         | 21        | 21 de setembro de 2009 | 17 de maio de 2010 |
|           | 7         | 23        | 20 de setembro de 2010 | 23 de maio de 2011 |
|           | 8         | 22        | 3 de outubro de 2011   | 21 de maio de 2012 |

## Lista de episódios

### Temporada 1: 2004-2005
| Episódio | Título                                                  | Escrito por                                                | Dirigido por                      | Exibição Original       | Diagnóstico final |
| --- | ------------------------------------------------------- | ---------------------------------------------------------- | --------------------------------- | ----------------------- | ----------------- |
| 1 (1-01) | "Piloto / Todo Mundo Mente (Pilot / Everybody Lies)"    | David Shore                                                | Bryan Singer                      | 16 de novembro de 2004  |                   |
| Uma professora de 29 anos não conseguiu pronunciar palavras direito e tem uma convulsão na sala de aula. É levada para o hospital Princeton-Plainsboro, onde o Dr. House e a sua equipe vão resolver a situação da doente. Atores Convidados: Robin Tunney e Andrew Airlie. Co-Participação: Rekha Sharma, Maya Massar, Dylan Basu, Ava Rebecca Hughes, Kayrra Willis, Eitan Kyle Gross, Candus Churchill, Michale Ascher, Alana Husband e Janet Glassford |                                                         |                                                            |                                   |                         |                   |
| 2 (1-02) | "Paternidade (Paternity)"                               | Lawrence Kaplow                                            | Peter O'Fallon                    | 23 de novembro de 2004  |                   |
| Um jovem jogador de Lacrosse de 16 anos sofre de visão dupla e alucinações. Durante o tratamento, House acaba desconfiando que os pais do paciente não são os pais biológicos. Atores Convidados: Scott Mechlowicz, Wendy Gazelle, Robin Thomas e Alex Scuby. Co-Participação: Kylee Cochran e Scott Hochstadt. |                                                         |                                                            |                                   |                         |                   |
| 3 (1-03) | "O Princípio de Occam (Occam's Razor)"                  | David Shore                                                | Bryan Singer                      | 30 de novembro de 2004  |                   |
| Dr. House e a sua equipe tentam encontrar a solução para o desmaio de um universitário após fazer sexo "agressivo" com sua namorada. Os médicos acabam lidando com uma série de sintomas que apontam para mais de uma doença. Atores Convidados: Kevin Zegers, Faith Price, Alexis Thorpe. Co-Participação: Lauren Cohn, Marco Pelaez, Jason Stuart, Ben Campbell, John Kelly, Joshua Wolf Coleman, Beth Hall. |                                                         |                                                            |                                   |                         |                   |
| 4 (1-04) | "Maternidade (Maternity)"                               | Peter Blake                                                | Newton Thomas Sigel               | 7 de dezembro de 2004   |                   |
| Na maternidade do hospital, alguns bebês são atingidos por uma infecção e começam a ter febre e convulsões. House e sua equipe se veem obrigados a correr contra o tempo para descobrir qual é a infecção e sua causa. Atores Convidados: Ever Carradine, Cress Williams, Hedy Burress, Mellisa Marsala, Kenneth Choi, Ben Parrillo, Sam Trammell e Alexandra Chun. Co-Participação: Dwight Armstrong, Shawn Carter Peterson, Nate Torrence , Jocelyn Jackson, Marc Menard, Madison Bauer e Donna Stearns. |                                                         |                                                            |                                   |                         |                   |
| 5 (1-05) | "Criticado de uma Forma ou de Outra (Damned If You Do)" | Sara B. Cooper                                             | Greg Yaitanes                     | 14 de dezembro de 2004  |                   |
| Dr. House trata uma aparente alergia de uma freira que veio ao hospital com as mãos inchadas, mas se vê enganado quando ela quase morre. O médico agora terá que provar que não cometeu erro ao socorrer a paciente. Atores Convidados: Elizabeth Mitchell, Lucinda Jenney, Dakin Matthews, Lori Rom e Ann Dowd. Co-Participação: Taji Coleman e James Symington. |                                                         |                                                            |                                   |                         |                   |
| 6 (1-06) | "O Método de Sócrates (The Socratic Method)"            | John Mankiewicz                                            | Peter Medak                       | 21 de dezembro de 2004  |                   |
| Uma mãe esquizofrênica aparece no hospital depois de ter uma trombose. House se vê interessado no caso, e quando uma estranha chamada telefônica é feita a partir do quarto da paciente, House faz um outro diagnóstico sobre ela. Atores Convidados: Stacy Edwards, Aaron Himelstein, Al Espinosa e John Prosky. Co-Participação: Sonya Eddy, Pat Musick, David Vegh, Lilas Lane, Veronica Leigh e C. Xavier Drayton. |                                                         |                                                            |                                   |                         |                   |
| 7 (1-07) | "Fidelidade (Fidelity)"                                 | Thomas L. Moran                                            | Bryan Spicer                      | 28 de dezembro de 2004  |                   |
| Um homem ao chegar em casa encontra sua mulher dormindo e, quando tenta acordá-la, ela tem um ataque de raiva repentino. House acha que ela tem Doença do sono, mas não parece haver evidências dela ter contraído a doença. Atores Convidados: Dominic Purcell, Myndy Crist, Brennan Elliott, Clementine Ford e Henri Lubatti. Co-Participação: Endre Hules e James Conkle. |                                                         |                                                            |                                   |                         |                   |
| 8 (1-08) | "Veneno (Poison)"                                       | Matt Witten                                                | Guy Ferland                       | 25 de janeiro de 2005   |                   |
| House e sua equipe investigam um misterioso envenenamento no estudante do ensino médio Matt Davis, enquanto que outro adolescente é trazido para o hospital com os mesmos sintomas, mas com quase nada em comum com Matt. Atores Convidados: Roxanne Hart, John Patrick Amedori, Kurt Fuller, Andy Milder, McNally Sagal e Shirley Knight. Co-Participação: Jim Lau, Linda Wang, Molly Mankiewicz, Kenya D. Williamson, Christopher Malpede e Ulysses Lee. |                                                         |                                                            |                                   |                         |                   |
| 9 (1-09) | "Me Deixe Morrer (DNR)"                                 | David Foster                                               | Frederick King Keller             | 1 de fevereiro de 2005  |                   |
| Quando um lendário músico de jazz com Esclerose lateral amiotrófica desmaia no meio de uma gravação, House e a sua equipe deparam-se com dificuldades técnicas em tratá-lo. Quando ele ordena que não lhe procedam os procedimentos de ressurreição, House desobedece e acaba parando no tribunal. Atores Convidados: Harry Lennix, Chloe Webb, Mike Starr, Victor Raider-Wexier, Rif Hutton, Michael Oberlander, David Conrad, e Brandy. Co-Participação: Clint Baker, Courtney Henggeler, Dennis Howard e Richard Sinclair. |                                                         |                                                            |                                   |                         |                   |
| 10 (1-10) | "Históricos de Pacientes (Histories)"                   | Joel Thompson                                              | Dan Attias                        | 8 de fevereiro de 2005  |                   |
| Uma sem-teto tem convulsões e é levada ao Hospital. Foreman acha que ela está fingindo os ataques para conseguir uma refeição de graça e um lugar para dormir, porém Wilson insiste para que House se interesse pelo caso. Atores Convidados: Leslie Hope, Larry Clarke, Smith Cho e Ogy Durham. Co-Partipação: Leslie Karpman, Charles C. Stevenson, Jr., Suzanne Ford, Tomiko Martinez, Patty Onagan, Bonnie Perlman, Farrah Skyller Greye,Troy Robinson, Paul Sklar, Kevin Moon e Brandon Brocato. |                                                         |                                                            |                                   |                         |                   |
| 11 (1-11) | "Desintoxicação (Detox)"                                | Lawrence Kaplow e Thomas L. Moran                          | Nelson McCormick                  | 15 de fevereiro de 2005 |                   |
| Cuddy aposta com House um mês sem trabalho na clínica se ele conseguir ficar sem Vicodin por uma semana, enquanto tenta descobrir a razão de uma vítima de um acidente de automóvel não parar de sangrar. Atores Convidados: Mark Harelik, Nicholas D'Agosto, Amanda Seyfried e Maurice Godin. Co-Participação: Marco Pelaez, Ameríca Olivo e Akiko Ann Morison. |                                                         |                                                            |                                   |                         |                   |
| 12 (1-12) | "Medicina Esportiva (Sports Medicine)"                  | John Mankiewicz e David Shore                              | Keith Gordon                      | 22 de fevereiro de 2005 |                   |
| Quando a estrela do basebol Hank Wiggen de repente parte o braço, descobre-se que ele tem um caso bizarro de perda óssea. House sabe que o paciente tem histórico de uso de drogas e esteroides, e acredita que ele esteja mentindo. Atores Convidados: Scott Foley, Meredith Monroe, Art LaFleur, Salli Richardson-Whitfield e Bryan Singer. Co-Participação: Timothy McNeil , Deirdre M. Smith, Sean Everett e Richard Swaidan. |                                                         |                                                            |                                   |                         |                   |
| 13 (1-13) | "Amaldiçoado (Cursed)"                                  | Matt Witten e Peter Blake                                  | Daniel Sackheim                   | 1 de março de 2005      |                   |
| Após consultar um tabuleiro ouija acerca de sua vida, um garoto aparece no hospital com uma doença séria e pensando que vai morrer. O pai de Chase vai ao hospital encontrar-se com Wilson e ajudar House a diagnosticar o paciente. Atores Convidados: Nestor Carbonell, Tracy Middendorf, David Henrie, Daryl Sabara e Patrick Bauchau. Co-Participação: Dennis Bendersky, R.J. Root, Jack Walsh, Abbey McBride e Alejandro Patino. |                                                         |                                                            |                                   |                         |                   |
| 14 (1-14) | "Controle (Control)"                                    | Lawrence Kaplow                                            | Randy Zisk                        | 15 de março de 2005     |                   |
| Uma mulher de negócios é admitida no hospital após ter tido uma paralisia inexplicável e fortes dores em sua perna durante uma reunião. Descobre-se que ela tem tudo: vida perfeita, emprego perfeito e corpo perfeito. Enquanto isso, o bilionário Edward Vogler começa a financiar o hospital. Atores Convidados: Sarah Clarke, Sunny Mabrey, Vivian Bang, Andrew Borba, Ron Perkins e Chi McBride. Co-Participação: Dar Dixon, Joshua Miller, David Joyner, David Castellani e Sheila Cavalette. |                                                         |                                                            |                                   |                         |                   |
| 15 (1-15) | "Regras de Gangsters (Mob Rules)"                       | David Foster e John Mankiewicz                             | Tim Hunter                        | 22 de março de 2005     |                   |
| House trata um homem que é testemunha em um caso relacionado com a máfia, cujo irmão mafioso interfere no tratamento e diagnóstico da doença. Vogler e Cuddy continuam a discutir a importância de House no hospital. Atores Convidados: Danny Nucci, Joseph Lyle Taylor, David Burke, A.J. Trauth, e Chi McBride. Co-Participação: Greg Collins e Ingrid Sanai Buron. |                                                         |                                                            |                                   |                         |                   |
| 16 (1-16) | "Gorda (Heavy)"                                         | Thomas L. Moran                                            | Fred Gerber                       | 29 de março de 2005     |                   |
| House se esforça para descobrir porque uma garota obesa de dez anos teve um ataque cardíaco enquanto pulava corda. Vogler ordena que House demita um de sua equipe no prazo de uma semana. Atores Convidados: Cynthia Ettinger, Jennifer Stone, Susan Slome, Ramon Franco, Karen Goberman e Chi McBride. Co-Participação: Teddy Lane Jr., Alyson Morgan, Austin Leisle, Rose Colasanti, Alec George, Dj Evans e Bryan Fabian. |                                                         |                                                            |                                   |                         |                   |
| 17 (1-17) | "O Exemplo (Role Model)"                                | Matt Witten                                                | Peter O'Fallon                    | 12 de abril de 2005     |                   |
| Quando um candidato presidencial adoece em campanha, House é forçado por Vogler a tomar conta do caso, além de ter que fazer um discurso sobre um novo remédio criado pela companhia de Vogler. No final do episódio, a Dra. Cameron resolve pedir demissão. Atores Convidados: Joe Morton, Melissa Lahlitah Crider e Chi McBride Co-Participação: Dominic Oliver, Elizabeth Karr, Bobbin Bergstrom e Sahar Bibiyan. |                                                         |                                                            |                                   |                         |                   |
| 18 (1-18) | "Bebês e Água para Banho (Babies & Bathwater)"          | Peter Blake e David Shore (teleplay) Peter Blake (estória) | Bill Johnson                      | 19 de abril de 2005     |                   |
| Vogler tenta demitir House, enquanto que House trata uma paciente grávida com disfunções do cérebro e dos rins. A paciente deve fazer uma escolha muito importante: salvar a sua vida ou a do bebê. Vogler vota com outros membros do conselho do hospital para ver se House continua ou não no hospital, e Wilson é demitido do conselho por ser o único a votar contra a saída de House. Vogler acaba sendo surpreendido com a decisão final dos membros do conselho médico no final do episódio, que teve uma reviravolta graças à intervenção da administradora chefe do hospital Lisa Cuddy em favor do Dr.House. Atores Convidados: Marin Hinkle, Michael A. Goorjian, Michael Simpson, Natalie Shaw, Ron Perkins, Kenneth Choi e Chi McBride. Co-Participação: John Berg, S.E. Perry, Guy Camilleri, Kevin Brief, Diane Sellers, Veronica Brown e Reggie Jordan. |                                                         |                                                            |                                   |                         |                   |
| 19 (1-19) | "Crianças (Kids)"                                       | Deran Sarafian                                             | Thomas L. Moran & Lawrence Kaplow | 3 de maio de 2005       |                   |
| Durante o caos de uma epidemia de Meningite, House descobre uma paciente cujos sintomas não se relacionam com os da doença. Enquanto isso, o médico precisa entrevistar candidatas para preencher a vaga da Dra. Cameron, porém ele quer convencê-la a voltar para sua equipe. Atores Convidados: Eddie McClintock, Ben Jelen, Shari Headley, Erin Foster, Stephanie Venditto, Skye McCole Bartusiak e Dylan Kussman. Co-Participação: Kelly Kirklyn, Tim Haldeman, Geraldine Singer, Cindy Lu, Mark Bloom, Eric Cazenave , Lindsay Pulsipher, Rhea Lando e Diego Clare. |                                                         |                                                            |                                   |                         |                   |
| 20 (1-20) | "O Amor Dói (Love Hurts)"                               | Sara B. Cooper                                             | Bryan Spicer                      | 10 de maio de 2005      |                   |
| Após os modos rudes de House espantarem um homem, House tenta pedir desculpas e o homem acaba tendo um derrame. House marca um encontro com Cameron como condição para sua volta ao hospital. Atores Convidados: Sela Ward, John Cho, Christina Cox, Matt Malloy, June Squibb, Keone Young, Elizabeth Sung, Kristoffer Ryan Winters, Stephanie Venditto e Peter Graves. Co-participação: Marco Pelaez e Thomas Knickerbocker |                                                         |                                                            |                                   |                         |                   |
| 21 (1-21) | "Três Histórias (Three Stories)"                        | David Shore                                                | Paris Barclay                     | 17 de maio de 2005      |                   |
| Cuddy força House a dar uma palestra para estudantes, em que o tema é "como diagnosticar" casos em que três pacientes têm fortes dores nas pernas. O episódio acaba revelando algumas coisas sobre o passado de House. Atores Convidados: Sela Ward, Nicole Bilderback, Andrew Keegan, Josh Zuckerman, Brent Briscoe, Stephanie Venditto, James Saxenmeyer e Carmen Electra. Co-Participação Andi Eystad, Ingrid Sanai Buron, Bobbin Bergstrom e Susan Gallagher. |                                                         |                                                            |                                   |                         |                   |
| 22 (1-22) | "Lua de Mel (Honeymoon)"                                | Lawrence Kaplow e John Mankiewicz                          | Frederick King Keller             | 24 de maio de 2005      |                   |
| Depois de uma longa argumentação (e de drogar a sua bebida), House junto com Stacy consegue que o marido da mesma seja admitido no hospital para realizar uma bateria de testes que resultam negativos, apesar de seus sintomas crescentes indicarem que está para morrer. Atores Convidados: Sela Ward e Currie Graham. Co-Participação: Mark Hames e Revital Krawetz |                                                         |                                                            |                                   |                         |                   |

### Temporada 2: 2005-2006
| Episódio | Título                                             | Escrito por                                                                                    | Dirigido por      | Exibição Original       | Diagnóstico final |
| --- | -------------------------------------------------- | ---------------------------------------------------------------------------------------------- | ----------------- | ----------------------- | ----------------- |
| 23 (2-01) | "Aceitação (Acceptance)"                           | Russel Friend & Garrett Lerner                                                                 | Dan Attias        | 13 de setembro de 2005  |                   |
| Um homem condenado à morte que desmaiou após ter alucinações com as pessoas que matou é aceito no hospital, e House voluntaria-se para investigar apesar das objeções de sua equipe. Enquanto isso, House e Stacy tentam estabelecer um bom relacionamento de trabalho, e Cameron tem dificuldades em lidar com uma paciente que pode ter uma doença terminal. Atores Convidados: Sela Ward, Marshall Bell, Christie Lynn Smith, Bryce Johnson, Mustafa Shakir, LL Cool J, Jody Millard, Mike G., Tony Ross, Anesha Ndiaye, Warren Davis, Michael Dietz, Adrienne Janic e Joseph Williamson. |                                                    |                                                                                                |                   |                         |                   |
| 24 (2-02) | "Autópsia (Autopsy)"                               | Lawrence Kaplow                                                                                | Deran Sarafian    | 20 de setembro de 2005  |                   |
| Wilson convence House a tratar uma menina com câncer terminal que teve alucinações. A menina se mostra bem mais madura e corajosa do que sua idade, e ela decide enfrentar uma operação arriscada para conseguir mais algum tempo de vida. Atores Convidados: Sasha Pieterse, Jewel Christian, Randall Park, Stephanie Venditto, Eamon Hunt, William Jones, Hira Ambrosino, Gwen Holloway e Jonathan Fraser. |                                                    |                                                                                                |                   |                         |                   |
| 25 (2-03) | "A Queda do Telhado (Humpty Dumpty)"               | Matt Witten                                                                                    | Dan Attias        | 27 de setembro de 2005  |                   |
| Um faz-tudo com asma cai inesperadamente do telhado da casa da Dra. Cuddy. A mesma resolve trabalhar no caso, porém sua falta de objetividade e preocupação acerca do paciente podem afetar o curso de ação a ser tomado. Atores Convidados: Sela Ward, Ignacio Serricchio, Charles Robinson, Christine Avila e J.R. Villarreal. |                                                    |                                                                                                |                   |                         |                   |
| 26 (2-04) | "Tuberculose (TB or Not TB)"                       | David Foster                                                                                   | Peter O'Fallon    | 1 de novembro de 2005   |                   |
| Um famoso médico adoece após retornar da África, e é então examinado por House. Todos acreditam que ele tenha Tuberculose, menos House. Cameron acaba desenvolvendo um interesse pelo paciente. Atores Convidados: Ron Livingston, Andrea Bendewald, Ken Weiler, Mary Wickliffe, Hansford Prince, Joram Moreka e Harry F. Brockington IV. |                                                    |                                                                                                |                   |                         |                   |
| 27 (2-05) | "O Garoto do Papai (Daddy's Boy)"                  | Thomas L. Moran                                                                                | Greg Yaitanes     | 8 de novembro de 2005   |                   |
| Um estudante recém-formado de Princeton tem sérios espasmos e sente choques em sua coluna durante a festa de formatura. Enquanto isso, os pais de House resolvem aparecer. Atores Convidados: Clifton Powell, Vicellous Reon Shannon, Wil Horneff, Diane Baker, R. Lee Ermey, Matt McKenzie, Brian Johnson, Jon Hershfield, Mackenzie English, Brian Chase e Bobbin Bergstrom. |                                                    |                                                                                                |                   |                         |                   |
| 28 (2-06) | "A Corrida (Spin)"                                 | Sara Hess                                                                                      | Fred Gerber       | 15 de novembro de 2005  |                   |
| Um conhecido ciclista é levado até House depois de desmaiar em uma corrida. Ele é surpreendentemente honesto acerca de vários medicamentos ilegais e técnicas que aplicou a si próprio, mas a sua doença não é causada por nenhum deles. Enquanto isso, Cameron fica indignada pela falta de ética do ciclista, e House tenta provar que Stacy ainda nutre sentimentos por ele. Atores Convidados: Sela Ward, Currie Graham, Alanna Ubach, Tom Lenk, Taraji P. Henson, Kristoffer Polaha, Drew Gardner, Scott Kradolfer, Nathan Kress, Patrick Roman Miller, Julie Quinn e Austin Whitlock   |                                                    |                                                                                                |                   |                         |                   |
| 29 (2-07) | "A Caça (Hunting)"                                 | Liz Friedman                                                                                   | Gloria Muzio      | 22 de novembro de 2005  |                   |
| House finalmente aceita tratar um vizinho gay com AIDS, que entra em choque anafilático após trombar no carro de Wilson, acabando por descobrir que a sua doença pode ser mais do que aparenta. Então Cameron fica perturbada, pois pensa que foi infectada depois que o paciente tosse sangue no rosto da médica. Stacy pede ajuda de House para se livrar de um rato na casa dela, que acaba se tornando seu incomum bicho de estimação. Atores Convidados: Sela Ward, Currie Graham, Matthew John Armstrong, Wings Hauser, e Hamilton Mitchell                                            |                                                    |                                                                                                |                   |                         |                   |
| 30 (2-08) | "O Erro (The Mistake)"                             | Peter Blake                                                                                    | David Semel       | 29 de novembro de 2005  |                   |
| Após uma mulher com fortes dores gástricas morrer ao encargo de Chase, este e House têm de enfrentar um grupo de médicos para ouvir acerca dos seus destinos. Stacy é acionada para ajudar no caso. Atores Convidados: Sela Ward, Ryan Hurst, Allison Smith, John Rubinstein, John Lafayette, Greg Winter, Stephanie Venditto, Sammi Hanratty, Adair Tishler, Kevin Moon, Kate Enggren, Licia L. Shearer e Sterling Beaumon |                                                    |                                                                                                |                   |                         |                   |
| 31 (2-09) | "A Decepção (Deception)"                           | Michael R. Perry                                                                               | Deran Sarafian    | 13 de dezembro de 2005  |                   |
| Uma mulher é admitida no hospital após uma convulsão, enquanto Cameron pede para que esta seja retirada do hospital quando se descobre que ela tem Síndrome de Munchausen. No entanto, House acha que ela tem uma doença escondida. House e Foreman entram em um embate à respeito do diagnóstico da doença. Atores Convidados: Cynthia Nixon, Peter Abbay, Rod Britt, David DeSantos, Patrick LoSasso, Xhercis Mendez, Nell Rutledge e Larry Weissman. |                                                    |                                                                                                |                   |                         |                   |
| 32 (2-10) | "Falha de Comunicação (Failure to Communicate)"    | Doris Egan                                                                                     | Jace Alexander    | 10 de janeiro de 2006   |                   |
| Um famoso jornalista desmaia no escritório da empresa da sua revista. Apesar de agir normalmente depois de se levantar, torna-se claro pela forma como baralha as palavras que sofre de afasia. Enquanto isso, House e Stacy exploram sua relação. Atores Convidados: Sela Ward, Mimi Kennedy, Erica Gimpel, Bruce French, Michael O'Keefe, Pat Caldwell, Derek Anthony, Amy Margolis e Michael Len. |                                                    |                                                                                                |                   |                         |                   |
| 33 (2-11) | "Preciso Saber (Need to Know)"                     | Pamela Davis                                                                                   | David Semel       | 7 de fevereiro de 2006  |                   |
| House e Stacy tentam reparar a sua relação, enquanto o resto da equipe tenta diagnosticar uma mulher com espasmos musculares e ataques de raiva. Enquanto isso, sai o resultado do exame de HIV de Cameron, mas esta tem medo de abri-lo. Atores Convidados: Sela Ward, Currie Graham, Edward Kerr, Elle Fanning, Julie Warner e Holly Daniels. |                                                    |                                                                                                |                   |                         |                   |
| 34 (2-12) | "Distrações (Distractions)"                        | Lawrence Kaplow                                                                                | Dan Attias        | 14 de fevereiro de 2006 |                   |
| Surgem problemas logísticos quando House e a sua equipe não conseguem fazer todos os testes normais em uma vítima de queimaduras. Ao mesmo tempo, House quer se vingar de um ex-colega de faculdade que o denunciou por trapaça, chegando até mesmo a tomar uma medida extrema. Atores Convidados: Lisa Darr, Christopher Cousins, Dan Butler, James Immekus, Stephanie Venditto, Michael Merton, Judy Louise Johnson, Dorothea Harahan e Kristen Pate. |                                                    |                                                                                                |                   |                         |                   |
| 35 (2-13) | "Superficial (Skin Deep)"                          | Russel Friend & Garrett Lerner & David Shore (teleplay) Russel Friend & Garrett Lerner (guião) | Jim Hayman        | 20 de fevereiro de 2006 |                   |
| Dr. House trata uma supermodelo com vício de heroína que teve um inesperado ataque de raiva e um colapso em um desfile e, no processo, descobre segredos importantes sobre ela. Durante o caso, House começa a sentir que sua dor na perna está piorando. Atores Convidados: Tom Verica, Cameron Richardson, James DuMont, Stephanie Venditto, Karis Campbell, Donzaleigh Abernathy e John Burke. |                                                    |                                                                                                |                   |                         |                   |
| 36 (2-14) | "O Sexo Mata (Sex Kills)"                          | Matt Witten                                                                                    | David Semel       | 7 de março de 2006      |                   |
| House tenta tratar um homem que tem uma convulsão de ausência, mas não percebe que este necessita de um coração novo. Quando o comitê de transplantes vota "não" a um coração novo, House tenta conseguir um de uma mulher morta cujos órgãos também foram rejeitados pelo comitê. Enquanto isso, House suspeita que Wilson traiu sua esposa. Atores Convidados: Greg Grunberg, Keri Lynn Pratt, Adam Busch, Ron Perkins, Yvette Nicole Brown, Howard Hesseman, Noel Conlon, Susan Grace, Craig Patton, Marcie Lynn Ross, Jean St. James, Stephen DeCordova e Bobbin Bergstrom.              |                                                    |                                                                                                |                   |                         |                   |
| 37 (2-15) | "Sem Pista (Clueless)"                             | Thomas L. Moran                                                                                | Deran Sarafian    | 28 de março de 2006     |                   |
| Quando um homem começa a ter dificuldades em respirar, House acaba por ter de questionar as razões para o seu casamento. Wilson se muda para a casa de House por conta de brigas com sua esposa, e os dois começam a se ajustar à situação. Atores Convidados: Samantha Mathis, Eddie Mills, Peter Birkenhead, Stephanie Erb e Yareli Arizmendi |                                                    |                                                                                                |                   |                         |                   |
| 38 (2-16) | "Por Segurança (Safe)"                             | Peter Blake                                                                                    | Felix Alcala      | 4 de abril de 2006      |                   |
| House trata de uma adolescente que passou por um tratamento com forte medicação após um transplante de coração. Ela tem uma séria reação alérgica e entra em choque anafilático logo após a visita de seu namorado. Enquanto isso, House e Wilson enfrentam os problemas surgidos da convivência no mesmo apartamento. Atores Convidados: Michelle Trachtenberg, Mel Harris, Jake McDorman e Lance Guest |                                                    |                                                                                                |                   |                         |                   |
| 39 (2-17) | "Aposta Tudo (All In)"                             | David Foster                                                                                   | Fred Gerber       | 11 de abril de 2006     |                   |
| Um menino apresenta os mesmos sintomas de uma paciente de House que morreu há anos. Assim, o médico acredita que pode prever o curso da doença do garoto. Enquanto isso, é organizada uma noite de pôquer em benefício do Departamento de Oncologia. Atores Convidados: Laura Allen, Mackenzie Astin, Carter Page, Al Espinosa, Michelle Harrison ,Purva Bedi e Daylon Reese |                                                    |                                                                                                |                   |                         |                   |
| 40 (2-18) | "Cachorro que Dorme Não Mente (Sleeping Dog Lies)" | Sara Hess                                                                                      | Greg Yaitanes     | 18 de abril de 2006     |                   |
| House corre contra o tempo para atender uma paciente que sofre de um caso fatal de insônia. Enquanto isso, Cameron se enfurece com Foreman por ele ter plagiado um artigo escrito pela médica. Atores Convidados: Jayma Mays, Dahlia Salem, Julia Ling, Alice Lo, K.T. Thangavelu e Kendall Clement |                                                    |                                                                                                |                   |                         |                   |
| 41 (2-19) | "House vs Deus (House vs. God)"                    | Doris Egan                                                                                     | John F. Showalter | 25 de abril de 2006     |                   |
| Um curandeiro religioso adolescente aparece no hospital com um problema originalmente de fácil diagnóstico e, durante a sua estada, parece fazer encolher o câncer de uma paciente de Wilson. Atores Convidados: Thomas Dekker, William Katt, Tamara Braun, David Cheaney, Michael Edwin, Marco Martinez, Sandra Marshall e William Rogers. |                                                    |                                                                                                |                   |                         |                   |
| 42 (2-20) | "Euforia, Parte 1 (Euphoria [Part 1])"             | Matthew V. Lewis                                                                               | Deran Sarafian    | 2 de maio de 2006       |                   |
| Um policial ferido à bala é atendido pela equipe e sofre de estranhos ataques de riso. House e seus companheiros ficam perplexos com o caso. Foreman começa a apresentar os mesmos sintomas, levando a equipe a acelerar a investigação sobre a causa da doença. Atores Convidados: Scott Michael Campbell, Loreni Delgado, Chioke Dmachi, Chil Kong, Guy Nardulli e Calvin King |                                                    |                                                                                                |                   |                         |                   |
| 43 (2-21) | "Euforia, Parte 2 (Euphoria [Part 2])"             | Russel Friend & Garrett Lerner & David Shore                                                   | Deran Sarafian    | 3 de maio de 2006       |                   |
| Foreman continua a apresentar sintomas semelhantes aos do policial internado no hospital, acometido por crises de riso. House acredita que a solução para a doença esteja no apartamento do agente de polícia. Tudo se complica mais quando Foreman infecta Cameron também, obrigando a médica a achar a solução do caso para salvar ambas as vidas. A médica não pega a doença. Atores Convidados: Charles S. Dutton, Scott Michael Campbell, Leigh-Allyn Baker e Amber DeMarco. |                                                    |                                                                                                |                   |                         |                   |
| 44 (2-22) | "Para Sempre (Forever)"                            | Liz Friedman                                                                                   | Daniel Sackheim   | 9 de maio de 2006       |                   |
| Uma jovem mãe sofre uma convulsão enquanto dá banho em seu filho recém-nascido e quase o afoga. House e sua equipe trabalham nos dois casos ao mesmo tempo: tentam salvar o bebê e descobrir a causa da convulsão da mãe. Foreman começa a se recuperar da sua doença. Atores Convidados: Kip Pardue, Hillary Tuck, Toni Lewis e Kevin Moon |                                                    |                                                                                                |                   |                         |                   |
| 45 (2-23) | "Quem é o Seu Pai? (Who's Your Daddy?)"            | John Mankiewicz & Lawrence Kaplow (teleplay) Charles M. Duncan & John Mankiewicz (guião)       | Martha Mitchell   | 16 de maio de 2006      |                   |
| Um ex-companheiro da banda de House pede ao médico que atenda sua recém-descoberta filha de 16 anos. Vítima do furacão Katrina, a garota está sofrendo de alucinações. Embora House tema que o amigo esteja sendo enganado, aceita trabalhar no caso. Atores Convidados: D.B. Sweeney, Aasha Davis, Christopher Carley, Ameríca Olivo, Tuffet Schmelzle, Owen Pearce e Krista Lewis |                                                    |                                                                                                |                   |                         |                   |
| 46 (2-24) | "Sem Motivo (No Reason)"                           | David Shore (teleplay) Lawrence Kaplow & David Shore (guião)                                   | David Shore       | 23 de maio de 2006      |                   |
| Quando um homem com a língua inchada é admitido no hospital, um homem misterioso atira em House, mas quando o caso é totalmente sem sentido, House tenta descobrir porque sua perna não dói. Atores Convidados: Elias Koteas, Michelle Clunie, Chris Tallman, Obie Sims Gary Grove e Bobbin Bergstrom. |                                                    |                                                                                                |                   |                         |                   |

### Temporada 3: 2006-2007
| Episódio | Título                                       | Escrito por | Dirigido por        | Exibição Original       | Diagnóstico final |
| --- | -------------------------------------------- | --- | ------------------- | ----------------------- | ----------------- |
| 47 (3-01) | "O Significado das Coisas (Meaning)"         | Lawrence Kaplow & David Shore (Roteiro para televisão Baseado numa História de) Russel Friend, Garrett Lerner, Lawrence Kaplow & David Shore.  | Deran Sarafian      | 5 de setembro de 2006   |                   |
| House volta com a sua perna recuperada e completamente sem dor, e resolve tratar de dois pacientes simultaneamente: Richard, paralisado depois de uma operação de câncer no cérebro há oito anos, que tentou se suicidar em uma piscina, e Caren, uma jovem mulher paralisada do pescoço para baixo depois de uma sessão de ioga. Quando House começa a diagnosticar e tratar os seus pacientes, o time nota uma forma de tratamento diferente desde sua recuperação. |                                              | |                     |                         |                   |
| 48 (3-02) | "Com ou Sem Bengala (Cane and Able)"         | Russel Friend & Garrett Lerner (Roteiro para televisão Baseado numa História de) Russel Friend, Garrett Lerner, Lawrence Kaplow & David Shore. | Daniel Sackheim     | 12 de setembro de 2006  |                   |
| House tem um difícil caso médico em que um garoto de 7 anos, produto de uma fertilização in vitro, aparece no hospital após ter um sangramento retal. Ele alega ter sido abduzido por alienígenas, além de servir como cobaia para seus experimentos e ter um chip implantado nele. Em meio à testes feitos pela equipe com resultados contraditórios, descobre-se estranhamente que o paciente possui um objeto metálico em suas costas. Enquanto isso, Cameron se choca quando descobre que Cuddy e Wilson estão mentindo para House sobre o diagnóstico do último caso do médico mal-humorado. O mesmo também volta a sentir dores em sua perna. |                                              | |                     |                         |                   |
| 49 (3-03) | "Autorizações (Informed Consent)"            | David Foster | Laura Innes         | 19 de setembro de 2006  |                   |
| O paciente de House, Ezra Powell (participação especial de Joel Grey), que é um conhecido médico pesquisador, acaba desmaiando em seu laboratório. House não consegue diagnosticar o problema e o paciente pede para que o deixem morrer. Isso faz cada um da equipe desenvolver opiniões divergentes à respeito do assunto. A filha adolescente de um paciente começa a desenvolver uma paixonite por House. Além disso, o médico mal-humorado volta a usar a bengala novamente. |                                              | |                     |                         |                   |
| 50 (3-04) | "Rabiscos na Areia (Lines in the Sand)"      | David Holselton | Newton Thomas Sigel | 26 de setembro de 2006  |                   |
| House assume o caso de um garoto autista que grita aparentemente sem motivo. Contudo, após um derrame pleural, House não sabe o que pensar. Cuddy ignora o pedido de House de deixar o antigo tapete no escritório dele, então ele começa a diagnosticar em outras salas, até na de Wilson. A adolescente que desenvolveu uma queda por House volta a importunar novamente, causando mais transtornos. |                                              | |                     |                         |                   |
| 51 (3-05) | "O Amor é Cego (Fools for Love)"             | Peter Blake | David Platt         | 31 de outubro de 2006   |                   |
| Uma mulher é assaltada com o marido e começa a sofrer de problemas respiratórios e dor no estômago. Durante o diagnóstico do problema, o marido também começa a adoecer, fazendo a equipe suspeitar que as doenças estão relacionadas. Enquanto isso, um paciente da clínica causa problemas para House que podem ter sérias consequências. Participação especial de David Morse. |                                              | |                     |                         |                   |
| 52 (3-06) | "O Que Será, Será (Que Sera Sera)"           | Thomas L. Moran | Deran Sarafian      | 7 de novembro de 2006   |                   |
| A equipe passa por problemas logísticos para fazer exames em um paciente com obesidade mórbida devido a seu tamanho. Ao acordar de um coma, o homem se nega a fazer qualquer teste que tenha a ver com seu peso. Enquanto isso, House passa a noite na cadeia depois de ser preso pelo policial Tritter por diversas acusações. Participação especial de David Morse. |                                              | |                     |                         |                   |
| 53 (3-07) | "Filho do Sujeito em Coma (Son of Coma Guy)" | Doris Egan | Dan Attias          | 14 de novembro de 2006  |                   |
| House decide acordar um paciente em coma para perguntar sobre o seu histórico familiar, e o paciente decide passar o dia com House e Wilson em outra cidade, longe do hospital. Seu filho pode ter uma doença genética e o pai é o único parente vivo. Enquanto isso, Michael Tritter se aproxima de Cameron, Chase e Foreman para tentar dividir a equipe. Participação especial de David Morse. |                                              | |                     |                         |                   |
| 54 (3-08) | "O Irmão Mais Velho (Whac-A-Mole)"           | Pamela David | Daniel Sackheim     | 21 de novembro de 2006  |                   |
| Quando um órfão, que toma conta de dois irmãos mais novos, vomita incontrolavelmente e tem um ataque cardíaco enquanto trabalha em uma festa de aniversário de crianças, House e a sua equipe descobrem uma série bizarra de sintomas e infecções. Enquanto isso, Tritter começa a dificultar a vida de Wilson impossibilitando-o de praticar medicina, levando House a ficar sem Vicodin. |                                              | |                     |                         |                   |
| 55 (3-09) | "À Procura do Judas (Finding Judas)"         | Sara Hess | Deran Sarafian      | 28 de novembro de 2006  |                   |
| House cuida do caso de uma garota que foi diagnosticada com pancreatite. Os pais da menina não chegam a um consenso, e o médico vai ao tribunal para conseguir permissão para tratar a paciente. Enquanto isso, Tritter tenta fazer um dos membros da equipe se voltar contra House. O médico consegue Vicodin com a Dra. Cuddy, porém em quantidades menores, o que o faz ter crise de abstinência e a tratar todos mal. |                                              | |                     |                         |                   |
| 56 (3-10) | "Feliz Natal (Merry Little Christimas)"      | Liz Friedman | Tony To             | 12 de dezembro de 2006  |                   |
| Wilson propõe a House fazer um acordo com Tritter, mas o médico ranzinza recusa. Enquanto isso, Cuddy impede que House tome analgésicos e tira o doutor do caso dado para a equipe: uma menina anã de 15 anos que chegou ao hospital com anemia e um problema no pulmão. |                                              | |                     |                         |                   |
| 57 (3-11) | "Palavras e Ações (Words and Deeds)"         | Leonard Dick | Daniel Sackheim     | 9 de janeiro de 2007    |                   |
| A equipe cuida do caso de um bombeiro que está com desregulação em sua temperatura corporal. Por causa de uma informação mal interpretada, o paciente passa por um tratamento radical no cérebro. Enquanto isso, House enfrenta a reabilitação e o julgamento em que o doutor ranzinza é acusado por Tritter de forjar prescrições médicas. |                                              | |                     |                         |                   |
| 58 (3-12) | "Um Dia, Uma Sala (One Day, One Room)"       | David Shore | Juan J. Campanella  | 30 de janeiro de 2007   |                   |
| House volta a usar o Vicodin depois do acontecimento com Tritter. Cuddy faz uma aposta com House, que diz que se ele não tocasse em um paciente ao diagnosticar ele ganharia 10 dólares. Quando House encontra Eve, que tem uma DST e admite ter sido estuprada, ela se recusa a ser tratada por outros médicos, admitindo somente o House. Enquanto isso, Cameron encontra um sem-teto (Participação especial de Geoffrey Lewis) que é muito diferente dos outros. |                                              | |                     |                         |                   |
| 59 (3-13) | "Agulha num Palheiro (Needle in a Haystack)" | David Foster | Peter O'Fallon      | 6 de fevereiro de 2007  |                   |
| Um rapaz de 16 anos é levado ao hospital com problemas respiratórios após um encontro com a namorada. Um pouco depois, descobre-se que ele é um cigano, e a equipe logo entra em um embate com os pais do rapaz que interferem no tratamento. House aposta com Cuddy que consegue ficar em uma cadeira de rodas por uma semana após perder sua vaga de estacionamento para outra médica cadeirante. |                                              | |                     |                         |                   |
| 60 (3-14) | "Insensível a Dor (Insensitive)"             | Matthew V. Lewis | Deran Sarafian      | 13 de fevereiro de 2007 |                   |
| House tem um caso em que uma garota com uma incapacidade rara de sentir dor (Insensibilidade congênita à dor) tem um acidente de carro. Quando são feitos testes, ela começa a ter febre alta e delírios paranoicos, piorando rapidamente. House desconfia que Cuddy tenha um encontro. |                                              | |                     |                         |                   |
| 61 (3-15) | "Meia Capacidade (Half-Wit)"                 | Lawrence Kaplow | Katie Jacobs        | 6 de março de 2007      |                   |
| Um pianista com Savantismo e com o cérebro afetado tem convulsões apesar de estar medicado para as mesmas. Ao mesmo tempo, todos ficam chocados por saber que o próprio House entrou em tratamento para câncer cerebral. |                                              | |                     |                         |                   |
| 62 (3-16) | "Confidencial (Top Secret)"                  | Thomas L. Moran | Deran Sarafian      | 27 de março de 2007     |                   |
| House trata um fuzileiro americano vindo do Iraque, que tem sintomas consistentes com a Síndrome da Guerra do Golfo. Um sonho de House acerca do fuzileiro complica a sua gestão do caso, enquanto tenta superar um problema físico. Enquanto isso, Chase e Cameron transam frequentemente no trabalho. |                                              | |                     |                         |                   |
| 63 (3-17) | "Posição Fetal (Fetal Position)"             | Russel Friend & Garrett Lerner | Matt Shakman        | 3 de abril de 2007      |                   |
| House trata uma fotógrafa grávida que teve um derrame cujo bebê pode matá-la. Cuddy se sensibiliza muito com o caso e participa do diagnóstico da mulher. Quando eles discutem sobre a vida do bebê, a mãe se recusa terminantemente a abortar e as coisas ficam difíceis quando ela piora. |                                              | |                     |                         |                   |
| 64 (3-18) | "Transportados Pelo Ar (Airborne)"           | David Hoselton | Elodie Keene        | 10 de abril de 2007     |                   |
| House e Cuddy enfrentam uma doença súbita que se alastra entre os passageiros de um avião enquanto voltavam de uma conferência em Singapura. Ao mesmo tempo, Wilson e a equipe de House tratam uma mulher com convulsões que tem um estilo de vida peculiar. |                                              | |                     |                         |                   |
| 65 (3-19) | "Viver a Idade (Act Your Age)"               | Sara Hess | Daniel Sackheim     | 17 de abril de 2007     |                   |
| Uma menina de 6 anos sofre de sintomas esperáveis em pessoas muito mais velhas. Tensões entre Cameron e Chase levam House a lhes designar intencionalmente as mesmas tarefas, incluindo investigar a casa da criança. A situação se complica quando o irmão da garota exibe um comportamento estranho. |                                              | |                     |                         |                   |
| 66 (3-20) | "Treinamento (House Training)"               | Doris Egan | Paul McCrane        | 24 de abril de 2007     |                   |
| Uma trapaceira perde a capacidade de tomar decisões, House e a sua equipe se esforçam para encontrar a causa desse problema e o caso torna-se pessoal para Foreman, o que inclui uma visita dos pais do médico. House descobre que Wilson está saindo com Cuddy. |                                              | |                     |                         |                   |
| 67 (3-21) | "Família (Family)"                           | Liz Friedman | David Straiton      | 1 de maio de 2007       |                   |
| A única hipótese de sobrevivência de um paciente de 14 anos com leucemia é um transplante de medula do seu irmão mais novo. Mas quando este fica doente, House e sua equipe tem que correr contra o tempo para salvar ambas as crianças. Foreman tenta lidar com as consequências de seu caso anterior. |                                              | |                     |                         |                   |
| 68 (3-22) | "Resignação (Resignation)"                   | Pamela Davis | Martha Mitchell     | 8 de maio de 2007       |                   |
| Continua a especulação acerca da demissão de Foreman, enquanto que uma garota chamada Addie é admitida após sangrar pela boca durante a prática de artes marciais. House e Wilson estão em segredo preocupados um com o outro. |                                              | |                     |                         |                   |
| 69 (3-23) | "O Idiota (The Jerk) "                       | Leonard Dick | Daniel Sackheim     | 15 de maio de 2007      |                   |
| House encontra alguém à altura na forma de Nate, um rapaz de 16 anos especialista em xadrez com dores de cabeça intensas e problemas de comportamento, que consegue irritar e ofender todos os membros da equipe de House durante o tratamento. No entanto, a frustração de Foreman com House chega a um novo nível quando este parece sabotar a sua entrevista de trabalho em outro hospital. Cuddy tenta manter Foreman no hospital. |                                              | |                     |                         |                   |
| 70 (3-24) | "Erro Humano (Human Error)"                  | Lawrence Kaplow & Thomas L. Moran | Katie Jacobs        | 29 de maio de 2007      |                   |
| House e a sua equipe aceitam um caso de uma jovem mulher que, com o seu marido, é resgatada no mar vinda de Cuba em uma tentativa desesperada de ver House e de conseguir um diagnóstico para a sua doença. Durante a sua estada no hospital, ela desenvolve um novo sintoma: o seu coração para, mas ela continua a falar. Entretanto, Foreman prepara-se para o seu último dia no hospital Princeton-Plainsboro; House demite Chase, por isso Cameron se demite. |                                              | |                     |                         |                   |

### Temporada 4: 2007-2008
(Nota: A 4ª Série teve apenas 16 episódios por ter sido interrompida pela Greve dos Roteristas dos Estados Unidos)
| Episódio | Título                                             | Escrito por                                                              | Dirigido por        | Exibição Original      | Diagnóstico final |
| --- | -------------------------------------------------- | ------------------------------------------------------------------------ | ------------------- | ---------------------- | ----------------- |
| 71 (4-01) | "Sozinho (Alone)"                                  | Peter Blake & David Shore (guião) Peter Blake (estória)                  | Deran Sarafian      | 25 de setembro de 2007 |                   |
| Quando um edifício de escritórios cai, House tem que trabalhar depressa para diagnosticar uma mulher, Megan, que sobreviveu ao desastre. Devido ao seu estado, a única forma de comunicação de Megan é piscar os olhos. House, sem a sua equipe, uma vez que Cameron e Foreman se demitiram e que demitiu Chase, discute as suas ideias com um funcionário da limpeza do hospital. Enquanto que House persiste em diagnosticar Megan sozinho, ele percebe que o caso não é o que parece e que a solidão pode não ser a resposta. Atores Convidados: Conor Dubin, Kay Lenz, Maurice Godin, Pat Millicano, Bevin Prince, Liliya Toneva, Xhercis Mendez, Kathryn Adams, Leo Vargas, Ken Takemoto, Shannon McClung e Bobbin Bergstrom |                                                    |                                                                          |                     |                        |                   |
| 72 (4-02) | "A Coisa Certa (The Right Stuff)"                  | Doris Egan & Leonard Dick                                                | Deran Sarafian      | 2 de outubro de 2007   |                   |
| Uma piloto de caça chamada Greta, candidata a um programa de treino da NASA, vai ter com House. Greta sofre de uma desordem neurológica através da qual converte imagens visuais em sons, ou ouve com os olhos (sinestesia). Sabendo que a NASA rejeitaria qualquer possibilidade de se tornar uma astronauta se soubesse do seu problema, Greta pede a House que a trate em segredo. Enquanto isso, House se surpreende ao pensar ver Cameron, Chase e Foreman nos corredores do hospital. O médico também começa a escolher candidatos que irão entrar para o seu time. Atores Convidados: Anne Dudek, Edi Gathegi, Peter Jacobson, Kal Penn, Olivia Wilde, Carmen Argenziano, Andy Comeau, Meera Simhan, Essence Atkins, Melinda Dahl, Caitlin Dahl, Jonathan Sadowski, Jason Manuel Olazabal, Heather Fox, Kathryn Adams, Larkin Campbell, Jaimarie Bjorge e Bobbin Bergstrom |                                                    |                                                                          |                     |                        |                   |
| 73 (4-03) | "97 Segundos (97 seconds)"                         | Russel Friends & Garrett Lerner                                          | David Platt         | 9 de outubro de 2007   |                   |
| Os dez candidatos finais a um trabalho no hospital competem ferozmente quando House os divide em duas equipes por gênero. Eles são designados a diagnosticar um homem em uma cadeira de rodas com Atrofia muscular espinhal, que está sufocando lentamente. Enquanto as duas equipes tentam cada uma superar a outra, aparecem complicações quando uma equipe trata o paciente mas não dá seguimento ao tratamento. Enquanto os estudantes estão ocupados com a sua função, House faz um experimento em si próprio para ver o que acontece nos momentos em que as pessoas estão entre a vida e a morte, isso após se deparar com um paciente que aparentemente tentou tirar a própria vida. Foreman dirige a sua equipe no seu novo trabalho em outro hospital, e recorre ao uso de um tratamento muito ao estilo de House para ajudar um paciente. Atores Convidados: Anne Dudek, Edi Gathegi, Peter Jacobson, Kal Penn, Olivia Wilde, Carmen Argenziano, Andy Comeau, Meera Simhan, Brian Klugman, Melinda Dahl, Caitlin Dahl, Charlie Hofheimer, Kathleen York, Mary Kate Schellhardt, Reynaldo Rosales, Douglas Spain e Bobbin Bergstrom. |                                                    |                                                                          |                     |                        |                   |
| 74 (4-04) | "Anjos da Guarda (Guardian Angels)"                | David Hoselton                                                           | Deran Sarafian      | 23 de outubro de 2007  |                   |
| Enquanto está tendo uma convulsão, uma maquiadora de mortos alucina que está sendo estuprada por um morto no qual estava trabalhando. Depois no hospital, ela se comporta como se sua mãe morta estivesse no quarto com ela. Enquanto isso, Cameron dá alguns avisos a um dos candidatos à vaga no time de House; Foreman almoça com Cuddy. Atores Convidados: Anne Dudek, Edi Gathegi, Peter Jacobson, Kal Penn, Olivia Wilde, Carmen Argenziano, Andy Comeau, Azura Skye, Caroline Lagerfelf, Tom Wright, Scott Alan Smith, Kenneth White, Jerry Hauck e Bobbin Bergstrom. |                                                    |                                                                          |                     |                        |                   |
| 75 (4-05) | "Espelho, Espelho Meu (Mirror, Mirror)"            | David Foster                                                             | David Platt         | 30 de outubro de 2007  |                   |
| Foreman retorna ao hospital e é designado para supervisionar os candidatos à equipe de House. Um homem é roubado e sofre uma parada respiratória. Ele não tem nenhuma memória sobre quem ele é, mas ao criar a sua própria personalidade temporária, usa a personalidade da pessoa mais dominante na sala (síndrome do espelho). Sua habilidade de manipular a sua personalidade intriga House, que manipula o homem a julgar os outros e, finalmente, a julgar se House é mais dominante do que Cuddy. Chase organiza uma aposta para ver qual candidato será demitido. Atores Convidados: Anne Dudek, Edi Gathegi, Peter Jacobson, Kal Penn, Olivia Wilde, Andy Comeau, Frank Whaley, Luke Baybak, Brendan Michael Coughlin e Bobbin Bergstrom |                                                    |                                                                          |                     |                        |                   |
| 76 (4-06) | "O que For Preciso (Whatever it Takes)"            | Thomas L. Moran, Peter Blake e Thomas L. Moran                           | Juan J. Campanella  | 6 de novembro de 2007  |                   |
| House é recrutado pela CIA para ajudar no diagnóstico de uma doença mortal e desconhecida em um agente. O caso do agente está sendo supervisionado pela Dra. Samira Terzi, que oferece poucas informações sobre o histórico médico do paciente e de suas missões anteriores. Com essas informações limitadas demais para prosseguir, House usa alguns métodos pouco ortodoxos para tentar "quebrar o sistema", e determinar o diagnóstico a tempo de salvar a vida do seu paciente misterioso. Enquanto isso, Foreman encontra resistência dos seis candidatos quando eles começam a questionar o seu diagnóstico sobre uma piloto que teve um desmaio após uma corrida. Atores Convidados: Anne Dudek, Edi Gathegi, Peter Jacobson, Kal Penn, Olivia Wilde, Andy Comeau, Amy Dudgeon, Thomas F. Wilson, Holmes Osborne, Chad Willett, Joel Bissonnette, Michael Michele, Nick Warnock e Bobbin Bergstrom |                                                    |                                                                          |                     |                        |                   |
| 77 (4-07) | "Feio (Ugly)"                                      | Sean Whitesell                                                           | David Straiton      | 13 de novembro de 2007 |                   |
| House e sua equipe estão participando de um documentário sobre um adolescente com uma grave deformidade facial, que sofre um ataque cardíaco durante o procedimento de reconstrução facial. Enquanto trabalham no diagnóstico do garoto, House encontra-se "distraído" por alguns candidatos que tentam veementemente uma vaga na sua equipe, e este questiona os seus próprios motivos para tê-los escolhido. Atores Convidados: Anne Dudek, Edi Gathegi, Peter Jacobson, Kal Penn, Olivia Wilde, Khleo Thomas, Laurie Fortier, Michael Whaley, David Campbell, Michael Adler, Michael Michele, Adam Pilver, David Um Nakase, Mandy Schneider, Troy Vincent, Lily Howe e Bobbin Bergstrom. |                                                    |                                                                          |                     |                        |                   |
| 78 (4-08) | "Você Não Quer Saber (You Don't Want to Know )"    | Sara Hess                                                                | Lesli Linka Glatter | 20 de novembro de 2007 |                   |
| House encontra um mágico que teve uma falha cardíaca durante uma fuga debaixo d'água. Enquanto o restante dos candidatos tentam diagnosticar o mágico, House está determinado a provar que ele fingiu o problema para encobrir seu erro durante a apresentação. Enquanto isso, House faz mais um jogo com sua equipe envolvendo a Cuddy, garantindo ao vencedor a imunidade da eliminação e a chance de nomear outros dois candidatos para "sair do jogo". Atores Convidados: Anne Dudek, Edi Gathegi, Peter Jacobson, Kal Penn, Olivia Wilde, Steve Valentine, Noelle Drake, Joe Ochman, Mandy McMillian, Adria Johnson e Bobbin Bergstrom. |                                                    |                                                                          |                     |                        |                   |
| 79 (4-09) | "Jogos (Games)"                                    | Eli Attie                                                                | Deran Sarafian      | 27 de novembro de 2007 |                   |
| House atribui os candidatos a um caso particularmente difícil envolvendo um punk guitarrista com um histórico de abuso de drogas e desobediência civil, enquanto Cuddy pressiona House a fazer uma decisão final e contratar sua nova equipe. House promete uma posição garantida na sua equipe para o candidato que acertar o diagnóstico do paciente. Enquanto isso, Wilson informa um antigo paciente que havia diagnosticado com câncer terminal que vai agora passar a viver, o que faz o paciente querer processá-lo. Atores Convidados: Anne Dudek, Peter Jacobson, Kal Penn, Olivia Wilde, Matt DeCaro, Alex Weed, Nick McCallum, Eli Bildner, Jeremy Renner, Boris Kievsky, Darren S. Kim, Tanika Brown McKelvy, Kes Reed Miller, Olivia Eve Everhard, Spencir Bridges, Dina Defterios, Justin Brannock e Bobbin Bergstrom |                                                    |                                                                          |                     |                        |                   |
| 80 (4-10) | "A Mentira Não se Compra (It's a Wonderfull Lie )" | Pamela Davis                                                             | Matt Shakman        | 29 de janeiro de 2008  |                   |
| House e sua equipe tratam de uma mulher que sofre de uma paralisia súbita das mãos, que faz sua filha cair enquanto ela estava subindo uma parede de escalada. A mulher diz que não esconde nada de sua filha e vice-versa. Enquanto a mulher e sua filha permanecem no hospital, House está convencido de que a mulher está retendo uma informação. O médico também decide testar sua nova equipe. Atores Convidados: Peter Jacobson, Kal Penn, Olivia Wilde, Liana Liberato, Jennifer Hall, Anthony Starke, Janel Moloney, Cheyenne Wilbur, Scott Maguire e Bobbin Bergstrom. |                                                    |                                                                          |                     |                        |                   |
| 81 (4-11) | "Congelada (Frozen)"                               | Liz Friedman                                                             | David Straiton      | 3 de fevereiro de 2008 |                   |
| Quando a Dra. Cate Milton (participação especial de Mira Sorvino), uma psiquiatra presa no Polo Sul e única médica de uma estação de pesquisa, adoece em meio ao seu trabalho, House e sua equipe devem recorrer a um tratamento via webcam. Este fato se complica ainda mais pela incapacidade de se realizar mais testes e pela escassez de medicamentos no local, porém ela e House acabam criando uma conexão a longa distância. Enquanto isso, House usa sua equipe para assediar Cameron em uma tentativa de ter TV a cabo em seu escritório, ao mesmo tempo que desconfia que Wilson está saindo com alguém, que no final se descobre que é Amber, justamente a médica que fora demitida da equipe de House. Atores Convidados: Peter Jacobson, Kal Penn, Olivia Wilde, Scott Broderick, Jeff Hephner, Mira Sorvino, Anne Dudek e Bobbin Bergstrom. |                                                    |                                                                          |                     |                        |                   |
| 82 (4-12) | "Não Mude Nunca (Don't Ever Change)"               | Leonard Dick & Doris Egan                                                | Deran Sarafian      | 5 de fevereiro de 2008 |                   |
| House e sua equipe tratam de uma mulher (participação especial de Laura Silverman) que desmaiou em seu casamento. Os testes dão negativo para uma variedade de doenças comuns, o que leva a equipe a suspeitar de jogo sujo. Quando eles descobrem que a mulher tinha sido uma produtora musical antes de se converter ao Judaísmo chassídico, House insiste que as pessoas não mudam, e que isso aparentemente pode ser um sintoma da doença que ela tem. Enquanto isso, House tem que lidar com o relacionamento de Wilson e Amber, visando uma maneira de separar os dois. Atores Convidados: Peter Jacobson, Kal Penn, Olivia Wilde, Anne Dudek, Laura Silverman, Eyal Podell, Fay DeWitt, Karen Strassman, Yossi Mintz, Yanky Lunger, Brent Katz, Heather Joy Sher e Bobbin Bergstrom |                                                    |                                                                          |                     |                        |                   |
| 83 (4-13) | "Adeus Sr. Bonzinho (No More Mr. Nice Guy)"        | David Hoselton & David Shore                                             | Deran Sarafian      | 28 de abril de 2008    |                   |
| House suspeita na sala de emergência de um doente que tem um problema maior do que o inicialmente foi diagnosticado, com base no fato de que o paciente é muito agradável. House fica cético com o comportamento pacífico do paciente, e a equipe tenta ir ao fundo da sua doença, porém discordando que a bondade seja um sintoma. Enquanto isso, House e Amber estão em desacordo sobre quanto tempo eles têm com Wilson, e Cuddy manda House fazer uma análise de desempenho da equipe. Atores Convidados: Peter Jacobson, Kal Penn, Olivia Wilde, Anne Dudek, Paul Rae, Chad Morgan, MJ Gazali, Christopher Emerson, Dina Defterios e Bobbin Bergstrom. |                                                    |                                                                          |                     |                        |                   |
| 84 (4-14) | "Vivendo o Sonho (Living The Dream)"               | Sara Hess & Liz Friedman                                                 | David Straiton      | 5 de maio de 2008      |                   |
| House está convencido que um dos atores de sua novela favorita (participação especial de Jason Lewis) tem uma doença grave após observar seus sintomas na televisão. House decide intervir, mas tanto o ator quanto a equipe de House acham que não há nenhuma doença. Enquanto isso, Wilson e Amber têm sua primeira discussão, e Cuddy tenta manter as aparências quando um inspetor faz uma visita inesperada a Princeton-Plainsboro, pedindo que Cameron fique de olho em House enquanto esta organiza os arquivos do médico. Atores Convidados: Peter Jacobson, Kal Penn, Olivia Wilde, Anne Dudek, Rob Benedict, Kristina Anapau, Jason Lewis, Lisa Claire, Dominic Flores, Brett Ryback, Kimberly Pfeffer, Joe Marinelli e Bobbin Bergstrom. |                                                    |                                                                          |                     |                        |                   |
| 85 (4-15) | "A Cabeça do House (House's Head)"                 | Sara Hess & Liz Friedman                                                 | David Straiton      | 12 de maio de 2008     |                   |
| Um acidente de ônibus deixa House com um sério traumatismo craniano e amnésia parcial. Ele começa a acreditar que um passageiro no ônibus pode ter uma doença mortal, e luta para se lembrar quem era o doente e o que teria. Embora House tenha conseguido salvar alguém no final das contas, todos ficam em choque quando ele finalmente descobre a verdade: Amber estava no ônibus com ele e é quem está morrendo. Participação especial de Fred Durst. Atores Convidados: Anne Dudek, Olivia Wilde, Kal Penn, Peter Jacobson, Eidan Hanzei, Julie Ariola, Fred Durst, Ivana Milicevic, Boogie, Issac Bright, Rebecca Larsen, Jennifer Lee Wiggins, Sharmila Devar, Jim Vickers e Bobbin Bergstrom. |                                                    |                                                                          |                     |                        |                   |
| 86 (4-16) | "O Coração de Wilson (Wilson's Heart )"            | Peter Blake & David Foster & Doris Egan & Russel Friend & Garrett Lerner | Katie Jacobs        | 19 de maio de 2008     |                   |
| Dentro da cabeça de House está a chave para salvar Amber de sua condição, e a amizade de House e Wilson está sendo testada quando as memórias do dia do acidente de ônibus podem ameaçar o relacionamento entre os dois. Treze lida com seus próprios problemas de saúde pessoais enquanto trata de Amber. Atores Convidados: Peter Jacobson, Kal Penn, Olivia Wilde, Anne Dudek, Dan Desmond, Jennifer Crystal Foley, Fred Durst e Bobbin Bergstrom |                                                    |                                                                          |                     |                        |                   |

### Temporada 5: 2008-2009
| Episódio | Título                                        | Escrito por                                               | Dirigido por                                  | Exibição Original       | Diagnóstico final |
| --- | --------------------------------------------- | --------------------------------------------------------- | --------------------------------------------- | ----------------------- | ----------------- |
| 87 (5-01) | "Morrer Muda Tudo (Dying Changes Everything)" | Eli Attias                                                | Deran Sarafian                                | 16 de setembro de 2008  |                   |
| Passados dois meses da morte de Amber, Wilson decide abandonar o hospital e seu relacionamento com House, fazendo Cuddy ter que intervir e tentar desesperadamente refazer a amizade entre os dois. Enquanto isso, Treze enfrenta seu diagnóstico de Doença de Huntington enquanto ajuda a tratar, com o resto da equipe, de uma assistente executiva que alucina com formigas subindo em seu corpo, e que tem uma personalidade parecida com a de Treze. Atores Convidados: Christine Woods, Jamie Rose, Rob Sherer, Janet Song, David Kagen, Paul Haitkin, Bobbin Bergstrom. |                                               |                                                           |                                               |                         |                   |
| 88 (5-02) | "Não é Câncer (Not Cancer)"                   | David Shore & Lawrence Kaplow                             | David Straiton                                | 23 de setembro de 2008  |                   |
| Um doador de orgãos é responsável por causar a morte de vários beneficiários, e a equipe tem que salvar as últimas duas pessoas que receberam os órgãos. Enquanto isso, House contrata um detetive particular para vigiar sua equipe e Wilson. Atores Convidados: Michael Weston, Felicia Day, Tim Conlon, Elaine Kagan, Denice Sealy, Melissa Loprire, Christine Lucas, Tyler Patton, Jasmine Alvarez, Eric Kaldor, Mark Beltzman, Michael Gaines, Bobbin Bergstrom. |                                               |                                                           |                                               |                         |                   |
| 89 (5-03) | "Eventos Adversos (Adverse Events)"           | Carol Green & Dustin Paddock                              | Andrew Bernstein                              | 30 de setembro de 2008  |                   |
| Uma doença não diagnosticada de um pintor afeta seu trabalho, e House e sua equipe tem que olhar as pinturas do homem para saber o que há de errado com ele. Enquanto isso, House continua a usar seu detetive particular para descobrir mais informações sobre sua equipe e Cuddy, e o detetive acaba desenvolvendo um suposto interesse em Cuddy. Atores Convidados: Michael Weston, Marika Dominczyk, Jennifer Crystal Foley, Sarah Knowlton, Drew Powell, Breckin Meyer, Liz Benoit, Bart Tangred, Deanna Smith, Davd Goldman, Bobbin Bergstrom |                                               |                                                           |                                               |                         |                   |
| 90 (5-04) | "Marcas de Nascença (Birthmarks)"             | David Platt                                               | Doris Egan & David Foster                     | 14 de outubro de 2008   |                   |
| Enquanto viaja para o funeral de seu pai juntamente com um relutante Wilson, House precisa ajudar a equipe, por celular, com o diagnóstico diferencial de uma jovem chinesa que desmaiou após apresentar dor abdominal e vomitar sangue enquanto procurava por seus pais biológicos. House faz as pazes com seu melhor amigo, que volta para o hospital. Atores Convidados: Samantha Quan, Christine Healy, Scott Paulin, Jack Conley,Diane Baker, Ho-Kwan Tse, Raymond Ma, Esther Kwan, Jonathan Palmer e Bobbin Bergstrom |                                               |                                                           |                                               |                         |                   |
| 91 (5-05) | "Sorte da Treze (Lucky Thirteen)"             | Greg Yaitanes                                             | Liz Friedman & Sara Hess                      | 21 de outubro de 2008   |                   |
| Uma mulher com quem Treze passou uma noite fica doente e tem uma convulsão no apartamento da médica estagiária. Ela leva a mulher para o Hospital Princeton-Plainsboro onde House e a equipe cuidam do caso, e House usa isso como pretexto para explorar a vida pessoal de Treze. Enquanto isso, House lida com a volta de Wilson para hospital e teme que seu amigo tenha mudado. Atores Convidados: Mya Rodriguez, Michael Weston, Angela Gots, Ali Damji, Helena Barret e Bobbin Bergstrom |                                               |                                                           |                                               |                         |                   |
| 92 (5-06) | "Alegria (Joy)"                               | Deran Sarafian                                            | David Hoselton                                | 28 de outubro de 2008   |                   |
| A equipe pega um caso de um paciente de meia-idade que sofre de sucessivos lapsos de tempo e sonambulismo. Eles logo descobrem que a filha de 12 anos também é sonâmbula. A saúde do homem piora e a sua filha também começa a apresentar novos sintomas. Enquanto isso, House descobre que Cuddy irá adotar um bebê dentro de duas semanas. No entanto, a mãe biológica do bebê apresenta vermelhidão em um dos braços, e Cuddy tem que tomar conta do caso, assumindo assim duas funções: a de médica e a de mãe em potencial. Atores Convidados: Salvator Xuered, Joanna Koulis, Vanessa Zima, Janice Allen e Bobbin Bergstrom |                                               |                                                           |                                               |                         |                   |
| 93 (5-07) | "A Coceira (The Itch)"                        | Peter Blake                                               | Greg Yaitanes                                 | 11 de novembro de 2008  |                   |
| Um homem com Agorafobia fica doente e se recusa deixar sua casa para ser tratado no hospital. Portanto, House e a equipe vão à casa dele para descobrir o que pode estar errado. Cameron se encarrega do caso porque ela já tinha tratado do homem no passado, e ela e o time improvisam maneiras de tratá-lo dentro de sua casa. Entretanto, a condição do paciente piora e fica difícil tratá-lo em sua casa, por isso House e o time esboçam um plano para levá-lo ao hospital para cirurgia sem que isso cause qualquer problema. Enquanto isso, Cameron e Chase tentam resolver problemas em seu relacionamento, e House lida com uma coceira impertinente, com Wilson fazendo suas próprias analogias sobre o problema. Atores Convidados: Tood Louiso, Jennifer Crystal Foley, Jack J. Bennett, Yoyao Hsueh, Frank Noel, Marcus Eley, Diarra Kilpatrick, Kelly Michaels, Jim Vickers e Bobbin Bergstronm |                                               |                                                           |                                               |                         |                   |
| 94 (5-08) | "Emancipação (Emancipation)"                  | James Hayman                                              | Pamela Davis & Leonard Dick                   | 18 de novembro de 2008  |                   |
| O time pega o caso de uma gerente de fábrica de 16 anos que tem seus pulmões infiltrados por um fluído durante o trabalho. A adolescente informa a House que é uma menor emancipada que cuida de si mesma desde que os pais morreram. O time começa o tratamento para problemas cardíacos, mas quando Kutner desobedece House e prefere simpatizar com a paciente, ele e o time acham que ela pode não estar dizendo a verdade. Enquanto isso, Foreman pede permissão de House para trabalhar em uma triagem clínica e House rejeita a proposta. Para provar que pode trabalhar sem a supervisão de House, Foreman pega um caso pediátrico, mas quando uma inexplicável doença leva a criança para a beira da morte, Foreman começa a se questionar se pode viver livre da supervisão de House. Atores Convidados: Emily Rios, Nathan Gamble, Alexandra Lydon, Liza Colón-Zayas, Kyle Red Silverstein, Bob McCracken, Al Coronel, Chrissie Fit, Dawn Frances, Jose Chaves, Yolanda Rubio-Soto e Bob Bergstrom.                |                                               |                                                           |                                               |                         |                   |
| 95 (5-09) | "O Último Recurso (Last Resort)"              | Matthew V. Lewis & Eli Attie; Matthew V. Lewis (história) | Katie Jacobs                                  | 25 de novembro de 2008  |                   |
| Um homem invade o escritório de Cuddy e faz House, Treze e vários pacientes reféns, exigindo um diagnóstico. O homem faz de Treze cobaia dos seus tratamentos, e House precisa terminar a batalha antes que a polícia de intervenção abra fogo. Atores Convidados: Wood Harris, Tracy Vilar, Evan Peters, Evan Jones, Marcus Chait, Alex Sol, Sarah Thompson, Natasha Gregson, Zeljko Ivanek, Jack Guzman e Bobbin Bergstrom |                                               |                                                           |                                               |                         |                   |
| 96 (5-10) | "Deixa Comer Bolo (Let Them Eat Cake)"        | Deran Sarafian                                            | Russel Friend & Garrett Lerner                | 2 de dezembro de 2008   |                   |
| Uma guru fitness conhecida por seu estilo de vida "natural" desmaia durante um comercial. Enquanto isso, Treze está participando dos testes clínicos criados por Foreman, Kutner cria uma clínica médica online usando o nome de House, e Cuddy se muda para a sala de House enquanto a dela está sendo reformada. Atores Convidados: Samantha Shelton, Becky Baeling, Brad Grunberg, Lori Petty, David Langel, Nicole Cannon, Christopher Stapleton, Julia Putnam, Danielle Petty, Bobbin Bergstrom, Lydia Grote e Alan Mueting |                                               |                                                           |                                               |                         |                   |
| 97 (5-11) | "Alegria para o Mundo (Joy to the World)"     | David Straiton                                            | Peter Blake                                   | 9 de dezembro de 2008   |                   |
| Uma garota obesa que é ridicularizada por colegas de escola tem um colapso após vomitar e ter alucinações durante uma apresentação de Natal. House, Cuddy (ocupando o lugar de Foreman e Treze, ocupados com os testes), Taub e Kutner tentam resolver. Cuddy cria um apego pela menina, e House aposta com Wilson que pode ser gentil com um paciente. O episódio termina com Cuddy recebendo um presente muito especial. Participação de Meaghan Martin como Sarah e Lucas Till como Simon. |                                               |                                                           |                                               |                         |                   |
| 98 (5-12) | "Sem Dor (Painless)"                          | Andrew Bernstein                                          | Thomas L. Moran & Eli Attie                   | 19 de janeiro de 2009   |                   |
| House e sua equipe são responsáveis por um paciente que sente uma dor interminável e incontrolável por todo o seu corpo e tenta cometer suicídio várias vezes para se livrar disso. Enquanto isso, Cuddy está experimentando cuidar de seu novo bebê, Rachel, o que a deixa com menos tempo para o hospital e menos tempo para House. Foreman e Treze tentam lidar com os problemas de sua relação. |                                               |                                                           |                                               |                         |                   |
| 99 (5-13) | "Bebê Enorme (Big Baby)"                      | Deran Sarafian                                            | Lawrence Kaplow & David Foster                | 26 de janeiro de 2009   |                   |
| Cuddy decide passar mais tempo com sua bebê e deixa Cameron cuidando da Administração do hospital e de House. House e sua equipe por outro lado tratam uma professora de educação especial que tossiu sangue e desmaiou em sala de aula, cuja bondade inerente desperta a desconfiança de House. Foreman toma uma importante decisão quanto à participação da Treze na triagem de drogas clínicas. |                                               |                                                           |                                               |                         |                   |
| 100 (5-14) | "O Bem Maior (The Greather Good)"             | Leslie Linka Glatter                                      | Sara Hess                                     | 2 de fevereiro de 2009  |                   |
| House e sua equipe tratam de uma mulher que desmaiou em uma aula de culinária. Quando eles descobrem que ela desistiu de sua carreira como renomada pesquisadora do câncer para procurar a felicidade em outro lugar, os membros da equipe começam a questionar sua felicidade (ou a falta dela). Enquanto isso, Treze experimenta os efeitos colaterais do seu tratamento para Huntington, e Cuddy retalia House dando a ele um gosto do seu próprio remédio. |                                               |                                                           |                                               |                         |                   |
| 101 (5-15) | "Infiel (Unfaithful)"                         | Greg Yaitanes                                             | David Hoselton                                | 16 de fevereiro de 2009 |                   |
| Quando um padre que ajuda sem-tetos vê Cristo sangrando em sua porta, ele é admitido no hospital. House pega o caso como distração enquanto ele confronta Foreman e Treze sobre o relacionamento dos dois. A equipe logo descobre que o padre esteve envolvido em um escândalo de abuso sexual que o fez perder a sua fé. No entanto, quando estão prestes a lhe dar alta, a situação do doente fica drasticamente pior, e House encara seu passado e sua crença em pessoas sem fé, enquanto tenta determinar se Cuddy quer que ele participe da cerimônia de nomeação de sua filha. |                                               |                                                           |                                               |                         |                   |
| 102 (5-16) | "O Lado Mais Suave (The Softer Side)"         | Deran Sarafian                                            | Liz Friedman                                  | 23 de fevereiro de 2009 |                   |
| A equipe trata de um adolescente que desmaiou com graves dores pélvicas após jogar basquete. Seus pais revelam que o menino tem Mosaicismo genético, ou a presença tanto de DNA masculino quanto de DNA feminino no corpo, e os pais do rapaz informam a House que o garoto nunca soube disso. Eles escolheram um gênero para ele quando nasceu, e então ele foi criado em conformidade, nunca informando-o sobre a sua condição. No entanto, quando seu estado piora e sua vida está ameaçada, os pais se perguntam se eles fizeram a decisão certa, principalmente quando Treze estabelece uma conexão com o paciente. Enquanto isso, Cuddy e Wilson suspeitam que algo está errado com House quando ele começa a agir agradavelmente. Quando eles descobrem a chocante resposta, eles têm de enfrentar a perspectiva de que House pode mudar para sempre. |                                               |                                                           |                                               |                         |                   |
| 103 (5-17) | "O Contrato Social (The Social Contract)"     | Andrew Bernstein                                          | Doris Egan                                    | 9 de março de 2009      |                   |
| House e sua equipe pegam o caso de Nick (Jay Karnes), um editor de livros que perde sua inibição e insulta todos os seus colegas em um jantar uma noite antes de cair adoecido. O time descobre que Nick tem desinibição do lobo frontal, que faz com que ele vocalize todos os seus pensamentos, resultando em explosões de insultos. Nick faz observações divertidas e perspicazes sobre a equipe, e ele tem que lidar com as consequências de ser incapaz de mentir para a esposa e outras pessoas importantes na vida dele. Enquanto isso, House suspeita que Wilson e Taub estão escondendo alguma coisa e decide descobrir o que é. |                                               |                                                           |                                               |                         |                   |
| 104 (5-18) | "Vem Cá Bichano (Here Kitty)"                 | Juan J. Campanella                                        | Peter Blake                                   | 16 de março de 2009     |                   |
| Uma enfermeira de uma casa de repouso chamada Morgan (participação especial de Judy Greer) falsifica uma doença para conseguir a atenção de House, isso quando uma gata de estimação da casa onde ela trabalha começa a dormir próximo a ela. Dizem que a gata alerta pessoas que estão prestes a morrer, o que acaba se tornando realidade com uma precisão alarmante. House tenta provar que essa teoria é falsa, mas quando Morgan tem um broncoespasmo, ele e sua equipe terão que ir a fundo desse mistério. Taub enfrenta dificuldades financeiras e acaba encontrando um velho amigo que pode lhe apresentar uma nova oportunidade que antes ele não cogitava. |                                               |                                                           |                                               |                         |                   |
| 105 (5-19) | "Encarcerado (Locked In)"                     | Dan Attias                                                | Russel Friend & Garrett Lerner & David Foster | 30 de março de 2009     |                   |
| Em um episódio especial de House, é mostrado o caso de Lee (participação especial de Mos Def), um homem que acorda em um hospital em Nova York após um acidente de bicicleta, incapaz de se mover ou se comunicar de qualquer forma. House, ferido depois de um acidente de moto, ocupa uma maca próxima a Lee, e rapidamente começa a incomodar os doutores que o tratam insistindo que Lee tem a Síndrome do encarceramento. Depois de House transferir Lee para o Hospital Princeton-Plainsboro, a equipe tenta "desencarcerá-lo". Enquanto isso, Wilson suspeita que House esconde algo desde sua visita a Nova York, e Taub se mostra preocupado com a ideia de House querer vê-lo fora da equipe. |                                               |                                                           |                                               |                         |                   |
| 106 (5-20) | "Explicação Simples (Simple Explanation)"     | Greg Yaitanes                                             | Leonard Dick                                  | 6 de abril de 2009      |                   |
| Charlotte (participação especial de Colleen Camp), uma senhora que passou 6 meses cuidando de seu marido Eddie em seu leito de morte (participação especial de Meat Loaf), é levada às pressas ao hospital quando ela tem uma insuficiência respiratória. O casal se torna um mistério para a equipe quando Eddie começa a melhorar e Charlotte a piorar. O impensável começa a se tornar realidade quando parece que Charlotte morrerá antes que seu marido, e a equipe tem que fazer uma difícil decisão. Em meio a tudo isso, Kutner é encontrado morto em seu apartamento por um aparente suicídio, e cada um da equipe lida à sua maneira com a morte do médico. |                                               |                                                           |                                               |                         |                   |
| 107 (5-21) | "Os Salvadores (Saviors)"                     | Matthew Pen                                               | Eli Attie & Thomas L. Moran                   | 13 de abril de 2009     |                   |
| Cameron adia suas férias com Chase para pedir a House que aceite o caso de um ambientalista radical, que tem um colapso no meio de um protesto. Suspeito com os motivos dela, House aceita. Desde que ela o colocou no caso, House força Cameron a tomar a liderança e fazer vários testes no paciente, o que leva a todos no hospital a desconfiarem dos motivos da médica. Enquanto isso, House está inseguro com a nova dieta saudável de Wilson. No final, as coisas tomam rumo para pior para House quando ele começa a alucinar com Amber. |                                               |                                                           |                                               |                         |                   |
| 108 (5-22) | "O House Dividido (House Divided)"            | Greg Yaitanes                                             | Liz Friedman & Matthew V. Lewis               | 27 de abril de 2009     |                   |
| Seth (Ryan Lane), um garoto surdo de 14 anos, começa a "ouvir" explosões durante uma competição de luta, e é levado ao Hospital Princeton-Plainsboro. Enquanto tenta descobrir o problema, House acaba decidindo prosseguir com a inserção de um implante coclear contra a vontade do paciente, e logo é confrontado pela mãe dele (Clare Carey). House, que está com falta de sono, alucina que Amber está com ele ajudando na resolução do caso, enquanto cuida, também com a ajuda de Amber, dos preparativos da despedida de solteiro de Chase, para desgosto da Cameron. Porém, após um incidente, House percebe que Amber é perigosa e não é útil para o caso quando ligam do hospital dizendo que o paciente piorou, provando que seu diagnóstico estava errado. |                                               |                                                           |                                               |                         |                   |
| 109 (5-23) | "Embaixo da Minha Pele (Under My Skin)"       | Pamela Davis e Lawrence Kaplow                            | David Straiton                                | 4 de maio de 2009       |                   |
| House e sua equipe são desafiados com o caso de uma bailarina (Jamie Tisdale) que teve um colapso pulmonar durante um ensaio. O futuro da bailarina se torna mais sinistro quando o tratamento faz com que sua pele comece a descamar, a colocando em frente à perspectiva de talvez jamais dançar de novo. A equipe então tenta achar formas de testar e tratar a paciente sem destruir o seu futuro ou matá-la. House tenta se curar de sua insônia para parar de alucinar com Amber, e está disposto a tomar medidas desesperadas para se ver curado. Cuddy o ajuda a se desintoxicar após ele descobrir que o Vicodin é a possível causa de suas alucinações, e ela e House acabam compartilhando um beijo no final. |                                               |                                                           |                                               |                         |                   |
| 110 (5-24) | "Agora os Dois Lados (Both Sides Now)"        | Doris Egan                                                | Doris Egan                                    | 11 de maio de 2009      |                   |
| House e sua equipe ficam intrigados com o caso de Scott (participação especial de Ashton Holmes), um homem que passou por um procedimento no cérebro para tratar suas convulsões. Desde então, os dois lados do seu cérebro lutam por dominação, o que, além de ter causado a Síndrome da mão alienígena que afetou seu braço esquerdo, dificulta a tarefa de descobrir qual o real problema do paciente. A equipe é então forçada a usar métodos incomuns para ele cooperar. Enquanto isso, House tenta provar que Cuddy tem sentimentos por ele após passarem uma noite juntos, mas a mesma parece o estar evitando e faz House gastar seu tempo com um paciente em particular (participação especial de Carl Reiner). Para grande choque de House, ele finalmente descobre que a noite com Cuddy e a desintoxicação nunca ocorreram e foram só mais outro fruto de suas alucinações provocadas pelo Vicodin. Então, por conta disso, o mesmo decide deixar Princeton-Plainsboro e se internar em um hospital psiquiátrico. |                                               |                                                           |                                               |                         |                   |

### Temporada 6: 2009-2010
| Episódio | Título                                       | Escrito por                                               | Dirigido por             | Exibição Original      | Diagnóstico final |
| --- | -------------------------------------------- | --------------------------------------------------------- | ------------------------ | ---------------------- | ----------------- |
| 111/112 (6-1.1/1.2) | "Derrotado (Broken) (Partes 1 e 2)"          | Russel Friend, Garrett Lerner, David Foster e David Shore | Katie Jacobs             | 21 de setembro de 2009 |                   |
| House passa por desintoxicação no hospital psiquiátrico Mayfield, em uma tentativa de parar de ter as alucinações que o atormentam. Dr. Nolan se recusa a assinar os papéis que permitem a restituição da licença médica de House, a menos que House participe, de fato, da própria recuperação mental. House é alocado em uma outra ala do hospital, onde conhece seu companheiro de quarto, Alvie, com quem desenvolve uma relação próxima, e Lydia, uma visitante frequente do hospital que ajuda House a quebrar as regras. House pede ajuda de Alvin para descobrir informações contra o Dr. Nolan para chantageá-lo e sair do hospital mais rapidamente, e leva um paciente, que acredita ser um super-herói, para um parque de diversões usando as chaves do carro de Lydia. Lá eles vão a um simulador de queda livre, fazendo o paciente acreditar que pode voar. Depois que o paciente se joga de um edifício, House concorda que precisa de ajuda e vai procurar Dr. Nolan para fazer o tratamento. Nolan estimula House a desenvolver confiança nos outros, resultando em um beijo entre ele e Lydia em uma festa. Durante sua estadia, House faz uma paciente catatônica, a cunhada de Lydia, voltar a falar, resultando na despedida de Lydia, por quem House desenvolveu um interesse. Depois de fazer o tratamento, House é considerado saudável o suficiente para deixar Mayfield. Alvie então se inspira em seu amigo e começa a realizar seu tratamento também para melhorar. Atores Covidados: Franka Potente, Lin-Manuel Miranda, Megan Dodds, Derek Richardson, Curtis Armstrong, Andrew Harrison Leeds, Angela Bettis, Jack Plotnick, Kim Rhodes, Alex Désert, Artemis Pebdani e Andre Braugher. Co-Participação: Dale E. Turner, Ana Lenchantin, Albert Malafronte, Sloan Robinson, Meghan K. Bradley, Harrinson Forsyth, Rickey G. Williams e Audrey Kelley. |                                              |                                                           |                          |                        |                   |
| 113 (6-03) | "O Grande Fiasco (Epic Fail)"                | Greg Yaitanes                                             | Sara Hess e Liz Friedman | 28 de setembro de 2009 |                   |
| House se demite do seu cargo orientado pelo Dr. Nolan, e Foreman assume a liderança enquanto lida com o caso de um desenvolvedor de jogos que chegou ao hospital "com as mãos pegando fogo", que insiste em se envolver no diagnóstico e chega a colocar uma recompensa na internet para quem o diagnosticar corretamente. Foreman e Treze têm problemas no relacionamento e no trabalho, e Taub decide se demitir por House ter sido o motivo para ter se juntado à equipe. Wilson e Cuddy se preocupam com o fato de House ter voltado a se drogar. O episódio culmina também com a demissão de Treze. |                                              |                                                           |                          |                        |                   |
| 114 (6-04) | "O Tirano (The Tyrant)"                      | Peter Blake                                               | David Straiton           | 5 de outubro de 2009   |                   |
| A equipe trata um controverso político africano chamado Dibala, que vomitou sangue enquanto estava vindo à América fazer um discurso na Organização das Nações Unidas. Enquanto isso, Wilson tenta se conciliar com um vizinho hostil, Murphy, sobrevivente da Guerra do Vietnã, mas a intromissão de House agrava a situação. Foreman e Treze tentam uma reconciliação. Mais tarde, temendo um futuro genocídio, Chase acaba decidindo falsificar os exames de Dibala, fazendo o mesmo receber tratamento para a doença errada, resultando em sua morte, o que afeta tanto o médico quanto Foreman. Atores Convidados: James Earl Jones, GariKayi Mutambirwa, David Marciano e Roger Aaron Brown. Co-Participação: Christopher Fairbanks, Kelsey Scott, Jason Nash, Jarrel Dubose e Bobbin Bergstrom. |                                              |                                                           |                          |                        |                   |
| 115 (6-05) | "Carma Urgente (Instant Karma)"              | Sara Hess & David Foster                                  | Liz Friedman             | 12 de outubro de 2009  |                   |
| Mesmo sem licença médica, House atende o filho do bilionário Roy Randall, que sofre de uma doença misteriosa que o faz ter dores abdominais e febre. O pai acredita ser um mal causado por carma. Tudo que toca vira dinheiro mas, segundo crê, isso está afetando negativamente a sua família. Enquanto isso, Foreman tenta encobrir as provas da alteração, feita por Chase, dos exames de Dibala, e Treze planeja uma viagem para a Tailândia, mas alguém estranhamente cancelou sua reserva no voo. Atores Convidados: Lee Tergesen e Tanner Maguire. Co-Participação: Steve Kramer, Michael Dean Connoly, M.K. Bakshi, Liz Benoit, Cindy Lu, Tim Kahle, Kavi Raz, Gigi Hessamian e Bobbin Bergstrom. |                                              |                                                           |                          |                        |                   |
| 116 (6-06) | "Coração Valente (Brave Heart)"              | Sara Hess & David Foster                                  | Liz Friedman             | 19 de outubro de 2009  |                   |
| Um policial pensa que vai morrer em breve aos 40 anos, assim como seu pai, avô e bisavô, por uma doença que provoca problemas no coração, e por isso não quer começar uma família, para não deixar um filho sozinho como aconteceu com ele, porém House reluta em pegar o caso pois o paciente não apresenta um sintoma em específico. Mas o que Donny não sabia é que já tinha um filho com uma ex-namorada. Enquanto isso, House tem que completar horas pedagógicas para restaurar sua licença médica, porém tem motivos para acreditar que está tendo alucinações novamente e busca investigar a causa. Chase é assombrado pela morte de Dibala. Atores Convidados: Jon Seda, Alexandra Barreto, Samuel Carman e Doug McKeon. Co-Participação: Taira Soo, Jack Impellizzeri, Sanjay Madhav, Marcus Toji, Samantha Colburn, Briana Venskus, Amy Shelton-White, Judith Morton Fraser, Richard King e Bobbin Bergstrom. |                                              |                                                           |                          |                        |                   |
| 117 (6-07) | "Desconhecidos Conhecidos (Unknowns Knowns)" | David Shore                                               | Sara Hess                | 9 de novembro de 2009  |                   |
| Após uma noite de farra, uma adolescente é levada ao hospital Princeton-Plainsboro com membros extremamente inchados. A equipe se esforça para diagnosticar a garota, que não é honesta sobre o que aconteceu na noite em que adoeceu. À medida que sua condição piora, ela não consegue mais distinguir o que é verdade e o que é ficção. Enquanto isso, House vai a uma conferência médica com Cuddy e Wilson em uma tentativa de se declarar para Cuddy, mas seus planos dão errado quando ele descobre que Cuddy está namorando Lucas Douglas, o detetive particular que House contratou para vigiar Wilson. Cuddy então alega que é mãe, e precisa de alguém que lhe dê segurança. House também prova ser um bom amigo. Cameron está preocupada com o comportamento de Chase, levando-a a acreditar que ele está tendo um caso. Atores Convidados: Michael Weston, Annabelle Attanasio, Marcus Giamatti, Bianca Collins, Eric Lutes e Holly Gagnier. Co-Participação: Annie Young, Lindsay Johnston, Ana Lucasey, Rachael Marie, James R. Bowers, Andre M. Johnson, Tom Astor, Michael D. Nye, William Christopher Stephens, Sharon Swaison, Corey M. Curties e Bobbin Bergstrom. |                                              |                                                           |                          |                        |                   |
| 118 (6-08) | "Trabalho em equipe (Teamwork)"              | Eli Attie                                                 | David Straiton           | 16 de novembro de 2009 |                   |
| O ator de filmes pornográficos Hank Hardwick sente dores pulsantes nos olhos e é levado ao hospital. Durante todo o episódio, House tenta reunir sua antiga equipe após ter sua licença médica restaurada, com Foreman, Cameron, Chase, Treze, e Taub, porém Chase e Cameron decidem sair do hospital após a mesma saber sobre a morte de Dibala, e Taub e Treze inicialmente se recusam a retornar. Enquanto isso, Cuddy é lembrada de que Princeton-Plainsboro não é um lugar propício para relacionamentos pessoais saudáveis. No final Treze e Taub acabam aceitando voltar ao hospital, e Cameron deixa a equipe e decide voltar para Chicago, mas antes diz que amava o House e que irá partir por Chase não estar sabendo diferenciar o certo e o errado, e por achar que o médico atrasou o diagnóstico do paciente apenas para ter sua antiga equipe de volta. Por último, é mostrado Lucas e Cuddy andando pelo saguão de Princeton-Plainsboro e House os olhando. Atores Convidados: Michael Weston, Troy Garity, Jolene Blalock, Jennifer Crystal Foley e Ben Giroux. Co-Participação: Paul Hayes, Deborah Quayle e Bobbin Bergstrom. |                                              |                                                           |                          |                        |                   |
| 119 (6-09) | "Santa Ignorância (Ignorance is Bliss)"      | David Hoselton                                            | Greg Yaitanes            | 23 de novembro de 2009 |                   |
| Na véspera do dia de Ação de Graças, House e sua equipe pegam o caso de James Sidas, um físico e autor brilhante com QI de 178 que largou tudo para ser entregador. Para o paciente, a inteligência era algo que o deixava infeliz e miserável, e isso, juntamente com uma lista de sintomas estranhos, quase deixa a equipe perplexa. Enquanto isso, os médicos de Princeton-Plainsboro lutam com relacionamentos pessoais tensos, e House tenta acabar com relacionamento de Lucas e Cuddy. Cuddy diz que terminou com Lucas, mas no final House descobre que ela mentiu para ele. Atores Convidados: Michael Weston, Esteban Powell, Vicki Davis, Jennifer Crystal Foley, Larry Cedar e Andrea Gabriel. Co-Participação: Patrick Price, Dava Krause, Cheryl Carter, Gabrielle Thomas e Bobbin Bergstrom. |                                              |                                                           |                          |                        |                   |
| 120 (6-10) | "Wilson"                                     | David Foster                                              | Lesli Linka Glatter      | 30 de novembro de 2009 |                   |
| Wilson trata um amigo que foi seu paciente anteriormente, após o mesmo apresentar paralisia no braço esquerdo. House acredita que o câncer do paciente retornou, porém Wilson permanece otimista até o pior acontecer, pois após um tratamento arriscado, causando falência hepática, Wilson deve decidir se dará ou não um pedaço de seu fígado a Tucker. Cuddy está à procura de um imóvel para morar com Lucas. Atores Convidados: Joshua Malina, Katherine LaNasa, Marnette Patterson, Christina Vidal e Willie C. Carpenter. Co-Participação: Jessica Whitaker, Marisa Tayui, Robert Katims Gil Espinoza, Ana Khaja e Bobbin Bergstrom. |                                              |                                                           |                          |                        |                   |
| 121 (6-11) | "Gays (The Down Low)"                        | Sara Hess & Liz Friedman                                  | Nick Gomez               | 11 de janeiro de 2010  |                   |
| Quando o traficante de drogas Mickey misteriosamente desmaia no meio de uma transação, seu parceiro leva-o ao hospital Princeton Plainsboro para descobrir a causa de seu problema, porém o paciente não quer revelar à equipe informações que possam incriminá-lo. Enquanto isso, House e Wilson travam uma batalha para ver quem conseguirá ter a nova vizinha ao seu lado, mas a mesma acaba achando que os dois estão em um relacionamento. Chase, Treze e Taub decidem pregar uma peça em Foreman. Atores Convidados: Ethan Embry, Sasha Alexander e Nick Chinlund. Co-Participação: Paul Zies, Preston James Hillier, Sean Carrigan, Rosalie Vega, Sherry Weston, Bonnie Kathleen Ryan, Sammy Busby e Bobbin Bergstrom. |                                              |                                                           |                          |                        |                   |
| 122 (6-12) | "Remorso (Remorse)"                          | David Shore                                               | Andrew Bernstein         | 25 de janeiro de 2010  |                   |
| House decide aceitar o caso de uma bonita executiva com dores intensas e intermitentes nos ouvidos devido à sua beleza, e os outros homens da equipe ficam igualmente encantados, com apenas Treze olhando além da aparência. Logo a médica descobre que a paciente na verdade é uma psicopata, o que culmina nela se tornando seu próximo alvo. Enquanto isso, House tenta resolver seu passado com um antigo colega de faculdade que ele prejudicou. Atores Convidados: Michael Weston, Beau Garrett, Shane Edelman, Joseph Culp, Ray Abruzzo e James McCauley. Co-Participação: Jaime Alvarez, Kathleen MacDonald e Bobbin Bergstrom. |                                              |                                                           |                          |                        |                   |
| 123 (6-13) | "Tirando as Correntes (Moving the Chains)"   | David Shore                                               | Russel Friend            | 1 de fevereiro de 2010 |                   |
| House e sua equipe correm para tratar um astro de futebol, que teve um ataque de raiva repentino, a tempo dele competir nos testes para a NFL. Porém quando o paciente sofre um ataque violento de sintomas incomuns, a equipe enfrenta problemas para chegar a um consenso sobre o melhor tratamento. Enquanto isso, o irmão de Foreman faz uma visita surpresa ao hospital, e House e Wilson começam a ter alguns problemas em sua nova moradia. Atores Convidados: Michael Weston, Da'Vone McDonald, Denise Dowse, Trever O'Brien e Orlando Jones. Co-Participação: Shon Little, Harry Zinn, Chris Robbins e Bobbin Bergstrom. |                                              |                                                           |                          |                        |                   |
| 124 (6-14) | "Um Dia Daqueles (5 to 9)"                   | David Shore                                               | Andrew Bernstein         | 8 de fevereiro de 2010 |                   |
| Em um dia aparentemente comum, se terá um vislumbre da rotina de trabalho da Dra. Cuddy. Uma séria de problemas no hospital, controvérsias entre os funcionários e questões pessoais irão colocar à prova sua perseverança e habilidades. Atores Convidados: Michael Weston, Tracy Vilar, Maurice Godin, Patrick St. Esprit, Celia Finkelstein, Mark Espinoza, JD Jackson, John Lacy, Ron Perkins, Nigel Gibbs, Anthony Tyler Quinn, Jaremy Howard e Kim Estes. Co-Participação: Liz Benoit, Rajni Kareer, Mary Mackey, Bernardo Verdugo, Tara Rice, Kathleen Antonia, Frank Rutolo e Bobbin Bergstrom. |                                              |                                                           |                          |                        |                   |
| 125 (6-15) | "Vidas Particulares (Private Lives)"         | Doris Egan                                                | Sanford Bookstaver       | 8 de março de 2010     |                   |
| A equipe trata uma blogueira famosa que chegou ao hospital com uma coagulopatia repentina, mas encontram dificuldades em tratá-la quando ela insiste em escrever sobre todos os procedimentos e médicos em seu blog. Enquanto isso, House e Wilson acabam descobrindo segredos um do outro, e Chase se preocupa com o fato das mulheres se interessarem nele somente por sua aparência após ir em uma agência de encontros com House e Wilson. Atores Convidados: Laura Prepon, Adam Rothemberg, Christina Vidal e Ganzalo Menendez. Co-Participação: Elena Evangelo, Dava Krause, Catherine Kresge, Linda DeMetrick, David Loren, Jennifer Kristin Cox, Tracy Esposito, Anise Fuller, Tonya Kay, Annie Weirich, Alexandra Cramer, Lindsay Halladay, Tina Sanchez, Pamela Rooney e Bobbin Bergstrom. |                                              |                                                           |                          |                        |                   |
| 126 (6-16) | "Buraco Negro (Black Hole)"                  | Lawrence Kaplow                                           | Greg Yaitanes            | 15 de março de 2010    |                   |
| Uma estudante tem uma doença que a equipe tem dificuldades em diagnosticar. Enquanto isso, Taub tem problemas no relacionamento. Há um desafio da parte de House para Wilson comprar mobília nova. Atores Convidados: Cali Fredrichs, Nick Eversman, Dennis Boutsikaris, Jennifer Crystal Foley e Sunil Malhotra. Co-Participação: Michelle Duffy, Callie Thompson, Molly Kasch, Floriana Lima, Danna Brady e Bobbin Bergstrom. |                                              |                                                           |                          |                        |                   |
| 127 (6-17) | "Trancado (Locked)"                          | Eli Attie & Peter Blake & Russell Friend & Garrett Lerner | Hugh Laurie              | 12 de abril de 2010    |                   |
| Quando um recém-nascido desaparece da maternidade, o hospital Princeton Plainsboro entra em confinamento, impedindo qualquer um de entrar, sair ou mudar de área dentro do hospital. House e sua equipe estão presos em várias partes do prédio: Foreman e Taub na sala de arquivo, Wilson e Treze na cafeteria, House em um quarto com um paciente (David Strathairn) e Chase com a sua ex-mulher Cameron. Enquanto Isso, Cuddy ajuda a polícia a achar o bebê. Atores Convidados: David Strathairn, Neill Barry, Riki Lindhome, Vernee Watson-Jhonson e Shelly Cole. Co-Participação: Riley Thomas Stewart, Dava Krause, Al Foster, Tom Billet e Bobbin Bergstrom. |                                              |                                                           |                          |                        |                   |
| 128 (6-18) | "A Queda do Cavaleiro (Knight Fall)"         | John C. Kelley                                            | Juan J. Campanella       | 19 de abril de 2010    |                   |
| Quando um cavaleiro passa mal durante uma batalha e seus olhos ficam vermelhos, House e sua equipe têm que descobrir o que há de errado. Enquanto House tenta separar Wilson de Sam, uma de suas ex-esposas. Michael Weston, Cynthia Watros, Noah Segan, Sarah Jones e Wes Ramsey. Co-Participação: Carey Embry, Ryan Radis, Keith Blaney e Bobbin Bergstrom. |                                              |                                                           |                          |                        |                   |
| 129 (6-19) | "Aberto ou Fechado? (Open and Shut)"         | Liz Friedman & Sara Hess                                  | Greg Yaitanes            | 26 de abril de 2010    |                   |
| House e a sua equipe ficam com o caso de Julia, que tem um casamento aberto e fica doente durante um encontro com o seu namorado. Por mais perplexo que possa parecer, Julia é feliz e saudável, mas a sua poliandria deixa a equipe desorientada. Entretanto, House testa o relacionamento de Wilson com Sam. Atores Convidados: Cynthia Watros, Sarah Wayne Callies, Jennifer Crystal Foley, Rob Evors e Charlie Weber. Co-Participação: Danna Brady, Liz Benoit, Erica Teeple e Bobbin Bergstrom |                                              |                                                           |                          |                        |                   |
| 130 (6-20) | "Questão de Escolha (The Choice)"            | David Hoselton                                            | Juan J. Campanella       | 3 de maio de 2010      |                   |
| A equipe tenta diagnosticar a doença do noivo de uma mulher, e ela fica surpresa ao descobrir os segredos que ele vem guardando dela. Entretanto, House decide aproveitar as suas horas livres para sair e cantar com Chase e Foreman. Atores Convidados: Cynthia Watros, Adam Garcia, Eva Amurri, Jonathan Murphy e Jennifer Crystal Foley. Co-Participação: Patrick Price, F. William Parker, Gregory Franklin, Elijah Long, Tyler Scott Gilmour e Bobbin Bergstrom. |                                              |                                                           |                          |                        |                   |
| 131 (6-21) | "Bagagem (Baggage)"                          | Doris Egan & David Foster                                 | David Straiton           | 10 de maio de 2010     |                   |
| Durante uma sessão com Dr. Nolan, House reconta o caso de uma mulher que chega às emergências do Hospital Princeton Plainsboro com uma doença misteriosa e sem se lembrar quem ela é. Enquanto tenta descobrir a doença, House precisa de ajudá-la a relembrar sua identidade. Atores Convidados: Lin-Manuel Miranda, Cynthia Watros, Zoe MacLellan, David Monahan, Carl Gilliard, Paul Keeley e Andre Braugher. Co-Participação: Annette M. Lesure, Gil Glasgow, Tina Huang, Ric Maddox, Angelyna Martinez e Bobbin Bergstrom |                                              |                                                           |                          |                        |                   |
| 132 (6-22) | "Me ajude (Help Me) (Season Finale)"         | Doris Egan & David Foster                                 | David Straiton           | 17 de maio de 2010     |                   |
| A equipe trabalha durante uma catástrofe. Cuddy, House e a equipe se juntam a uma unidade de busca e resgate para atender os que mais precisam de cuidados médicos no local onde ocorre uma emergência. Atores Convidados: China Jesusita Chavers, Doug Kruse, Jamie McShane e Desean Terry.Co-Participação: Angel Oquendo, Kimberly M. Bailey, Jason Paul Field, Teddy Chen Culver, Matthew Brent, Caroline Pho, Marty Hrejsa e Bobbin Bergstrom. |                                              |                                                           |                          |                        |                   |

### Temporada 7: 2010-2011
| Episódio | Título                                          | Escrito por                                                    | Dirigido por       | Exibição Original       | Diagnóstico final |
| --- | ----------------------------------------------- | -------------------------------------------------------------- | ------------------ | ----------------------- | ----------------- |
| 133 (7-01) | "E Agora? (Now What?)"                          | Doris Egan                                                     | Greg Yaitanes      | 20 de setembro de 2010  |                   |
| House e Cuddy decidem explorar a relação, e tirar uma folga do hospital. Enquanto isso, a equipe precisa resolver problemas no hospital; Chase, Foreman e Taub desconfiam que Treze vai fazer um tratamento experimental em Roma. Atores Convidados: Chris Corner, Matthew Salinger e George Wyner.Co-Participação: Bobbin Bergstrom. |                                                 |                                                                |                    |                         |                   |
| 134 (7-02) | "Egoísta (Selfish)"                             | Eli Attie                                                      | Dan Attias         | 27 de setembro de 2010  |                   |
| House e Cuddy decidem revelar o namoro deles para o hospital. Uma garota ativa (convidada especial Alyson Stoner) precisa de transplante de pulmão e é compatível com o irmão, o que reduziria significantemente a vida dele que tem DCM. House e Cuddy tentam lidar com o relacionamento no trabalho. Atores Convidados Allan Rich, Stephanie Courtney, Murray Gershenz, Cody Saintgnue, Sean Smith e Dwier Brown. Co-Participação: Reggie de Leon, Chase Austin e Bobbin Bergstrom |                                                 |                                                                |                    |                         |                   |
| 135 (7-03) | "Entrelinhas (Unwritten)"                       | John C. Kelley                                                 | Greg Yaitanes      | 4 de outubro de 2010    |                   |
| Alice Tanner, famosa escritora de uma série de livros, tenta se suicidar mas fracassa ao sofrer uma convulsão enquanto tentava atirar em sua própria boca. Enquanto desvenda a doença e os motivos que geram na mulher no desejo de se matar, House também tenta encontrar gostos em comum entre ele e Cuddy. Atores Convidados: Amy Irving, Cynthia Watros, Seidy Lopez e Jonh Bain. Co-Participação: Todd Bosley, Rosalie Vega, Allison Ochmanek e Bobbin Bergstrom. |                                                 |                                                                |                    |                         |                   |
| 136 (7-04) | "Massoterapia (Massage Therapy)"                | Peter Blake                                                    | David Straiton     | 11 de outubro de 2010   |                   |
| House e sua equipe tratam de uma mulher que sofrem de vômitos graves, mas no decorrer do tratamento, a equipe descobre que ela não é quem ela diz que é. Além disso, um novo membro da equipe de House é recebido com uma prova de fogo. Enquanto isso, a massagista de House faz com que House e Cuddy encarem o fato de que ambos têm reservas sobre a sua relação. Atores Convidados: Erin Cahill, Vinessa Shaw, Zachary Knighton e Eddie Matos. Co-Participação: Jamie Tompkins, Kayla Colbert, Rylie Colbert e Bobbin Bergstrom. |                                                 |                                                                |                    |                         |                   |
| 137 (7-05) | "Paternidade Indesejada (Unplanned Parenthood)" | David Foster                                                   | Greg Yaitanes      | 18 de outubro de 2010   |                   |
| Quando uma criança sofre com problemas respiratórios e falência renal, House e sua equipe precisam investigar o histórico médico da mãe para descobrir uma resposta. Eles chegam a um diagnóstico que força a mãe a colocar em risco não apenas a saúde de seu filho mas também a sua. Enquanto isso, Taub e Foreman devem encontrar uma nova médica para ocupar o lugar deixado por Thirteen. House e Wilson aprendem algumas coisas sobre paternidade quando tomam conta da filha de Cuddy. Atores Convidados: Jennifer Grey, Gabrielle Christian, Keiko Agena, Vernée Watson e Charlene Amoia. Co-Participação: Vanessa Waters, Felix Miguel Avitia, Kayla Colbert, Rylie Colbert e Bobbin Bergstrom. |                                                 |                                                                |                    |                         |                   |
| 138 (7-06) | "Politicagem (Office Politics)"                 | Seth Hoffman                                                   | Sanford Bookstaver | 8 de novembro de 2010   |                   |
| Brilhante estudante de medicina Martha M. Masters (Amber Tamblyn) se junta à equipe da insistência de Cuddy, e seu primeiro caso é o tratamento de um gerente de campanha, que fica doente com uma erupção cutânea, levando a insuficiência hepática. Mas a "moralidade" de Masters coloca-a em desacordo com House e o resto da sua equipe. Enquanto isso, House debate se vale a pena mentir para Cuddy para salvar a vida de seu paciente. Atores Convidados: Jack Coleman, Tracy Vilar e Pat Finn. Co-Participação: Bobbin Bergstrom |                                                 |                                                                |                    |                         |                   |
| 139 (7-07) | "Um estranho entre nós (A Pox on Our House)"    | Lawrence Kaplow                                                | Tucker Gates       | 15 de novembro de 2010  |                   |
| Um pote de medicamentos com mais 200 anos de idade encontrado nos restos de um navio naufragado vaza na mão de uma adolescente, e ela chega ao Princeton Plainsboro com sintomas semelhantes aos de varíola. O diretor do Centro de Controle de Doenças, o Dr. Dave Broda, institui o trancamento do hospital e suspende a investigação de diagnósticos da equipe do Dr. House. Então Masters suspeita dos motivos de Broda e se convence de que a paciente está sofrendo de uma doença diferente. O pai da garota logo apresenta sintomas parecidos, e House é forçado a tomar uma decisão impensada que pode colocar sua própria vida em risco. Enquanto isso, Wilson e Sam consolam um paciente de quimioterapia de 6 anos de idade, o que os leva a repensar seu relacionamento. Atores Convidados: Dylan Baker, Samantha Smith, Cynthia Watros, Andrew Fiscella, Hayley Chase, Aaron Refvem, Devon Woods e Tess Kartel. Co-Participação: Leslie Murphy, Demetrius Grosse, Elijah Montgomery, Neil Sandilands, Daniel Colembie e Bobbin Bergstrom. |                                                 |                                                                |                    |                         |                   |
| 140 (7-08) | "Pequenos sacrifícios (Small Sacrifices)"       | David Hoselton                                                 | Greg Yaitanes      | 22 de novembro de 2010  |                   |
| Um paciente é admitido no Princeton Plainsboro após reencenar a crucificação. Enquanto isso, House e sua equipe assistem ao casamento de um colega de trabalho. O relacionamento de Wilson com Sam dá uma reviravolta inesperada e Taub questiona sua mulher sobre seu relacionamento com um membro de um grupo de apoio a infidelidade. Atores Convidados: Kuno Becker, Cynthia Watros, Jennifer Crystal Foley, Kayla Ewell, Stella Maeve, Nigel Gibbs e Madalyn Horcher. Co-Participação: Jaime Zevallos, Alan Marco, Kirby Griffin, Ed Williams e Bobbin Bergstrom. |                                                 |                                                                |                    |                         |                   |
| 141 (7-09) | "Maior Que A Vida (Larger Than Life)"           | Sara Hess                                                      | Miguel Sapochnik   | 17 de janeiro de 2011   |                   |
| Quando um homem se joga na linha do metrô para salvar uma desconhecida que caiu nos trilhos, ele miraculosamente emerge da cena sem machucado mas, sem aviso, entra em colapso. Tanto os funcionários do hospital quanto toda a cidade ficam tocados pela atitude do homem, mas quando a equipe começa a investigar seu diagnóstico eles descobrem que o ato heróico não foi capaz de transformar seus hábitos. Enquanto isso, House tenta evitar o jantar de aniversário de Cuddy com sua mãe, Arlene. Taub recebe atenção indesejada quando seu rosto estampa as propagandas do hospital. Enquanto ele e sua esposa voltam a ter intimidade, a perspectiva de Masters o faz perceber que é chegada a hora de refletir sobre seu casamento. Atores Convidados: Matthew Lillard, Sprague Grayden, Jennifer Crystal Foley, Shyloh Oostwald e Candice Bergen. Co-Participação Kayla Colbert, Rylie Colbert, Nate Witty, Rosalyn Sidewater, Thai Douglas e Bobbin Bergstrom. |                                                 |                                                                |                    |                         |                   |
| 142 (7-10) | "Atos e Consequências (Carrot or Stick)"        | Liz Friedman                                                   | David Straiton     | 24 de janeiro de 2011   |                   |
| Um adolescente no começo da carreira militar sofre de sintomas peculiares depois de aguentar um treinamento intensivo e, misteriosamente, seu sargento também é admitido para tratamento, apresentando sintomas similares. Incapaz de encontrar a causa da doença que acomete os dois, a equipe busca por pistas no histórico médico da família do militar em treinamento. Masters e House descobrem uma ligação única entre o sargento e seu aprendiz. Enquanto isso, uma foto indecente de Chase é postada numa rede social na internet, depois que ele tem três diferentes encontros românticos, e Chase está determinado a descobrir qual garota está tentando envergonhá-lo publicamente. Sentindo que Cuddy está estressada quanto ao ingresso de sua filha Rachel numa pré-escola de prestígio, então House secretamente prepara Rachel para as entrevistas nas escolas e descobre uma vulnerabilidade para a menina. Atores Convidados: Tyler James Williams, Sasha Roiz, Kayla Ewell, Stella Maeve, Rachel Melvin e Maïté Schwartz. Co-Participação: Kayla Colbert, Rylie Colbert, Kyle Fain, Patrick Rafferty, Grace Rowe, Elizabeth Roberts, Melanie Cruz, Ben Turner Dixon e Bobbin Bergstrom. |                                                 |                                                                |                    |                         |                   |
| 143 (7-11) | "Médico de Família (Family Practice)"           | Peter Blake                                                    | Miguel Sapochnik   | 7 de fevereiro de 2011  |                   |
| A mãe de Cuddy, Arlene, é internada no Princeton Plansboro depois de reclamar de sintomas incomuns, mas a teimosa Arlene insiste que House seja removido do caso, forçando House a vir com uma não convencional - e ilegal- forma de tratar a paciente. House instrui sua equipe a seguir seu exemplo, e eles descobrem detalhes da vida pessoal de Arlene que ela mantém segredo de Cuddy e sua irmã Lucinda (atriz convidada Paula Marshall). Enquanto isso, a ex-mulher de Taub, Rachel, o coloca em contato com seu irmão que contrata Taub para trabalhar com ele em troca da tão precisada renda, que acaba tendo muito desgaste físico. Mais tarde, Cuddy põem sua confiança em House para garantir que a mãe receba o tratamento médico necessário, as atitudes que House toma quanto a esse tratamento fazem com que haja um conflito com a estudante de medicina Masters, uma vez que as práticas éticas e morais são esquecidas por House. Atores Convidados: Candice Bergen, Paula Marshall, Candice Bergen, Ben Bodé, Jennifer Crystal Foley, Michael Gladis. Co-Participação: Julia Rose, Kelly Frye, David Olejnik e Bobbin Bergstrom                                                       |                                                 |                                                                |                    |                         |                   |
| 144 (7-12) | "Você se Lembra? (You Must Remember This)"      | Kath Lingenfelter                                              | David Platt        | 14 de fevereiro de 2011 |                   |
| Masters tenta diminuir a distância entre um paciente com memória perfeita e sua irmã, já que o rancor da paciente ameaça seu tratamento. Enquanto isso, House tenta ajudar Wilson a conseguir um encontro, mas descobre que seu amigo já tem alguém, e Foreman se oferece para ajudar Taub nos estudos para um próximo teste médico. Atores Convidados: Tina Holmes e Claire Rankin. Co-Participação: Sarah Davidson, Jackie Goldberg, J. Paul Boehmer, Lisa Renée, Tim Barraco, Jacqueline Mackenzie, Amanda Leighton e Bobbin Bergstrom. |                                                 |                                                                |                    |                         |                   |
| 145 (7-13) | "Duas Histórias (Two Histories)"                | Thomas L. Moran                                                | Greg Yaitanes      | 21 de fevereiro de 2011 |                   |
| House participa do Dia de Carreira nas escolas e quebra algumas regras ao compartilhar histórias médicas explícitas. Esperando fora da sala de diretores, ele encontra dois alunos da quinta série que avaliam os problemas no relacionamento de House e tenta ajudá-lo a entender como seu egoísmo o impediu de mostrar a Cuddy o que ele realmente sente. Atores Convidados: Brittani Ishibashi, Erika Alexander, Maurice Godin, Tracy Vilar, Haley Pullos, Austin Michael Coleman, Logan Arens, Michael Chey, Matthew Haddad, Tiffany Espensen, Nigel Gibbs e Joyce Greenleaf. Co-Participação: Kayla Colbert, Rylie Colbert, Jared Hillman, Gwen Mihok, Jarret Wright, Suze Coté, Aubrey Manning, Victoria Hoffman, Jack Frank, Cameran Surles, Willis Chung, Shenna Zadeh, Doug Locke e Bobbin Bergstrom. |                                                 |                                                                |                    |                         |                   |
| 146 (7-14) | "À Prova de Recessão (Recession Proof)"         | John C. Kelley                                                 | S. J. Clarckson    | 28 de fevereiro de 2011 |                   |
| Um paciente é admitido em Princeton Plainsboro após uma erupção cutânea causada pela exposição a substâncias químicas em seu trabalho. No processo de tratamento do paciente, House e sua equipe descobrem que a esposa do homem ainda acredita que ele administra um negócio imobiliário lucrativo. House deve escolher entre ir a um evento de caridade para apoiar Cuddy ou ficar com seu paciente. Ao tratar o paciente, Chase e Masters aprendem sobre relacionamentos. Participação de Ashley Jones e Adrian LaTourelle. Co-Participação: Tom Connolly, Mike Moh e Bobbin Bergstrom. |                                                 |                                                                |                    |                         |                   |
| 147 (7-15) | "Bombas (Bombshells)"                           | Liz Friedman & Sara Hess                                       | Greg Yaitanes      | 7 de março de 2011      |                   |
| Cuddy enfrenta novidades preocupantes que a obriga a reavaliar as suas prioridades, enquanto uma série de sonhos mostram relances do seu relacionamento com House e sua vida em geral. Enquanto House está preocupado com Cuddy, a equipe trata de um adolescente problemático, cujo agravamento dos sintomas e as cicatrizes do corpo indicam que ela pode ter mais do que uma doença física. Atores Convidados: Paula Marshall, Brett Delbuono, Lesley Fera e Ken Garito. Co-Participação: Emily Hahn, Beau Dremann, Lee Simpson, Liz Benoit, Chuck McCollum, Kay SchMoll, Bobbin Bergstrom, Martha Nichols, Noelle Marsh, Allison Holker, Dominic Chaiduang, Katie Schaar, Ryan Ramirez, Chaz Buzan, Scott Myrick, Billy Bell e William Wingfield. |                                                 |                                                                |                    |                         |                   |
| 148 (7-16) | "Fora do Curso (Out of Chute)"                  | Thomas L. Moran & Lawrence Kaplow                              | Sanford Bookstaver | 14 de março de 2011     |                   |
| A equipe trata de um toureiro profissional que é atacado por um touro. A equipe deve determinar as causas do desaparecimento dos sintomas do paciente e as crises que ele tem, recebendo conselhos de House fora do hospital, enquanto ele resolve problemas não relacionados com o caso. Masters desenvolve uma paixão pelo paciente. Atores Convidados: Chad Faust e Cleo Berry. Co-Participação: Kristin Peterson, Desiree Anderson, Noelle Bellinghausen, Katie Stegeman, Candace Kita, Kristen DeLuca, Leanne Wilson, Liz Benoit, Fred Cross, Eric Almquist, Anne Judson-Yager, Barbara Kerford, Jeri Lyn Brown, e Bobbin Bergstrom. |                                                 |                                                                |                    |                         |                   |
| 149 (7-17) | "A Queda do Homem (Fall From Grace)"            | John C. Kelley                                                 | Tucker Gates       | 21 de março de 2011     |                   |
| Um jovem sem-teto e ex-viciado em drogas é encontrado em um Parque mostrando sinais de disfunção olfativa e horríveis cicatrizes e marcas de queimadura no peito. Com uma identidade incerta o paciente piorando gravemente das condições, a equipe procura os registros pessoais e antecedentes familiares do paciente, a fim de compreender o seu desprendimento. Enquanto isso, Cuddy confidencia a Wilson e manifesta a sua culpa por acabar com seu relacionamento com House, e assim a equipe descobre um segredo perturbador sobre o homem cuja vida tentam salvar. Atores Convidados: Christopher Marquete e Karolina Wydra. Co-Participação: Harrison Bliss, Angelo Diona, Thomas Crawford, Tacey Adams e Bobbin Bergstrom. |                                                 |                                                                |                    |                         |                   |
| 150 (7-18) | "Do Fundo do Baú (The Dig)"                     | Sara Hess & David Hoselton                                     | Matt Shakman       | 11 de abril de 2011     |                   |
| O encontro de House com a ex-funcionaria "Treze" que desapareceu durante um ano inteiro revela alguns segredos sombrios escondidos, enquanto isso, a equipe deve encontrar uma cura para um homem cuja casa está repleta de lixo. Atores Convidados: Terry Maratos, Justin Chon, Jennifer Crystal Foley, Kimberlee Peterson e Zena Grey. Co-Participação Bobbin Bergstrom |                                                 |                                                                |                    |                         |                   |
| 151 (7-19) | "A Última Tentação (Last Temptation)"           | David Foster & Liz Friedman                                    | Tim Southam        | 18 de abril de 2011     |                   |
| Masters enfrenta uma escolha difícil em sua carreira no último dia como estudante de medicina e luta com a escolha de continuar no caminho de se tornar uma cirurgiã ou aceitar a rara oportunidade de se juntar à equipe de House oficialmente. Enquanto isso, a equipe cuida de uma menina de 16 anos que inexplicavelmente caiu dias antes de embarcar em um tour ambicioso em um barco a vela ao redor do mundo. Apesar do diagnóstico capaz de mudar a vida do paciente, a família do paciente insiste que ela volte para o mar a tempo de quebrar um recorde. Mas, para surpresa da equipe, incluindo a House, Masters toma uma decisão ousada em relação ao tratamento da paciente. Atores Convidados Jennifer Landon, Michelle DeFraites, Ron Perkins, Gerald McCullouch e Tommy Savas. Co-Participação: Bridgett Newton, Tony Edwards, Will Deutsch, Helena Apothaker e Bobbin Bergstrom. |                                                 |                                                                |                    |                         |                   |
| 152 (7-20) | "Mudanças (Changes)"                            | Eli Attie (História e Teleplay) & Hoffman Seth (História)      | David Straiton     | 2 de maio de 2011       |                   |
| Depois de sofrer uma paralisia parcial enquanto está a procura de um amor perdido, o ganhador da loteria Cyrus Harry é trazido para o Princeton Plainsboro para ser tratado por House e sua equipe. A mãe de Cuddy (convidada especial Candice Bergen) ameaça processar o hospital por má prática de medicina, colocando as licenças médicas de Cuddy e House em risco. Chase e Foreman fazem uma aposta que testa cada um deles de maneiras diferentes. Atores Convidados: Donal Logue,David Costabile e Megan Follows.Co-Participação: Dawn Frances, Sheena Zadeh, David A. Kimball, Adele Robbins, Jody Booth, Kaela Dobkin, Roger V. Burton, Jacob McCafferty e Bobbin Bergstrom. |                                                 |                                                                |                    |                         |                   |
| 153 (7-21) | "Toma Lá, Dá Cá (The Fix)"                      | Thomas L. Moran (História e Teleplay) & David Shore (Teleplay) | Greg Yaitanes      | 9 de maio de 2011       |                   |
| Logo após o teste de uma bomba, uma mulher tem uma crise de convulsão. House perde uma aposta contra Wilson e se recusa a pagar pela aposta, afirmando que o pugilista em que havia apostado estaria doente e sem condições para lutar. House está sofrendo com altas dores na perna e começa a usar uma droga experimental que promete regenerar o músculo de sua perna. Ele rouba algumas amostras do laborátorio. Atores convidados: Linda Park, Kevin Phillips, Kevin Daniels e Brian Huskey. Co-Participação: John T. Woods, Drew Cohn, Ken Olandt, Frank Drank, Robert Kariakin, Jeff Wolfe, Denice Sealy, Helena Apothaker e Bobbin Bergstrom. |                                                 |                                                                |                    |                         |                   |
| 154 (7-22) | "Pós-Expediente (After Hours)"                  | Seth Hoffman, Russel Friend & Garrett Lerner                   | Miguel Sapochnik   | 16 de maio de 2011      |                   |
| Uma ex-presidiária amiga da Treze chega ao apartamento dela necessitando de cuidados médicos depois de ter sido esfaqueada. Como a mulher se recusa a ir para o hospital, ela acaba pedindo ajuda a Chase, quando sua amiga perde a sensação e o movimento do seu braço. Taub começa a aceitar uma notícia que pode mudar sua vida. Enquanto isso, House descobre que a droga experimental que ele está usando causa tumores fatais em sua perna, ele decide fazer uma cirurgia em si mesmo. No entanto, ele não pode completar a cirurgia, e acaba precisando da ajuda da Cuddy. Atores Convidados: Amy Landecker, Kendra Andrews, Brian Huskey e Zena Grey. Co-Participação: Kayla Colbert, Rylie Colbert, Noelle Bellinghausen, Allex Macormick e Bobbin Bergstrom. |                                                 |                                                                |                    |                         |                   |
| 155 (7-23) | "Seguindo em Frente (Moving On)"                | Katherine Lingenfelter & Peter Blake                           | Greg Yaitanes      | 23 de maio de 2011      |                   |
| A equipe trata de uma artista performática, que deliberadamente fez-se doente, querendo transformar o departamento de diagnóstico em sua nova obra. Então House deve descobrir quais sintomas são reais e quais são auto-infligidas e sua equipe se questiona se o tratamento realmente é necessário ou se não estão caindo em uma armadilha, participando da obra de arte dela. Enquanto isso, uma situação faz com que House tome uma atitude inesperada que pode mudar seu relacionamento com Cuddy e Wilson para sempre. Atores Convidados: Paula Marshall, Jennifer Crystal Foley, James Hiroyuki Liao, Thom Bishops, Zena Grey, J.R. Cacia e Shohreh Aghdashloo. Co-Participação: Jay Tapaoan, Liz Benoit, Amy Shelton-White, Adrienne Whitney, Damien Bray, Jake Martin e Bobbin Bergstrom. |                                                 |                                                                |                    |                         |                   |

### Temporada 8: 2011-2012
| Episódio | Título                                       | Escrito por                                  | Dirigido por       | Exibição Original       | Diagnóstico final |
| --- | -------------------------------------------- | -------------------------------------------- | ------------------ | ----------------------- | ----------------- |
| 156 (8-01) | "Vinte Vicodins (Twenty Vicodin)"            | Peter Blake                                  | Greg Yaitanes      | 3 de outubro de 2011    |                   |
| House está preso por ter entrado violentamente com seu carro na casa de Cuddy. Lá ele vê um caso médico em um dos prisioneiros, ao mesmo tempo que precisa entrar na linha com seus inimigos para que possa conseguir sua condicional. Atores Convidados: Thom Barry, Sebastian Sozzi, Jaleel White, Michael Massee, Michael Paré, Michael Bailey Smith, Nate Mooney, Mars M. Crain e Jude Ciccolella. Co-Participação: Kaleti Williams, Wayne Lopez, Jeannine Cota, Pamella Shaddock, Bianca DeGroat, Michael C. Monroe e Bobbin Bergistrom. |                                              |                                              |                    |                         |                   |
| 157 (8-02) | "Transplante (Transplant)"                   | David Foster & Liz Friedman                  | Dan Attias         | 10 de outubro de 2011   |                   |
| Dr. Foreman, agora administrador do hospital de Princeton-Plainsboro (que está sofrendo um período de verba curta), consegue uma condicional a House para que ele trate de um pulmão que será usado em um transplante na paciente de Wilson. Nesse episódio House terá que solucionar o caso com a nova e primeira integrante de sua equipe, Dra. Park, e reatar a amizade com seu ex-melhor amigo. Atores Convidados: Liza Snyder, Heather McComb, Ron Perkins, Ralph Garman e Charles Rahi Chun. Co-Participação: Bruce McKenzie, Wayne Lopez, Kamall Shaikh, Michele Marsh, Jimmy Stathis e Bobbin Bergstrom. Diagnóstico final: Pneumonia eosinofílica. |                                              |                                              |                    |                         |                   |
| 158 (8-03) | "Caso de Caridade (Charity Case)"            | Sara Hess                                    | Greg Yaitanes      | 17 de outubro de 2011   |                   |
| House pega um caso de um homem que era rico e decidiu doar praticamente tudo o que tinha. A equipe fica em discordância sobre o altruísmo ser ou não um sintoma. Enquanto isso, Treze fica confusa com a questão de voltar ao hospital. Atores Convidados: Wentworth Miller, Ron Perkins e Toni Trucks. Co-Participação: Rene Hamilton, Joanna Strapp, Jaclyn Jonet e Bobbin Bergistrom. |                                              |                                              |                    |                         |                   |
| 159 (8-04) | "Negócio Arriscado (Risky Business)"         | Seth Hoffman                                 | Sanford Bookstaver | 31 de outubro de 2011   |                   |
| Um CEO acaba misteriosamente doente apenas alguns dias antes de assinar um contrato que iria relocar toda a força de trabalho da companhia para a China. House tenta selar um contrato secreto com o paciente, mas quando as condições físicas dele pioram, o time deve lutar contra o relógio para salvar sua vida. Enquanto isso, Park se prepara para a audiência no comitê disciplinar do Princeton Plainsboro, presidido por Foreman. Uma busca nos riscos da empresa do paciente feita pela Dra. Adams revela seus sentimentos mais profundos a respeito de lealdade. Atores Convidados: Michael Nouri, Alexie Gilmore, Ben Lemon, Jade Carter, Jun Hee Lee e Bobbin Bergstrom. |                                              |                                              |                    |                         |                   |
| 160 (8-05) | "A Confissão (The Confession)"               | John C. Kelley                               | Kate Woods         | 7 de novembro de 2011   |                   |
| Um homem bastante respeitado em sua comunidade (interpretado por Jamie Bamber, de Battlestar Gallactica) tem um colapso de uma hora para outra. No processo de diagnosticar sua doença, o time descobre que o paciente tem escondido segredos sombrios e desonestos a respeito de sua vida profissional e pessoal. Porém, quando o paciente confessa abertamente suas falhas para a família e para a comunidade, ele acaba comprometendo as chances de conseguir o tratamento médico apropriado. Enquanto isso, House não vai parar até manipular Taub a fazer um teste de DNA para provar que ele é o pai de suas duas filhas de seis meses cada, nascidas de mães diferentes. Atores Convidados: Jamie Bamber, Heather Stephens, Carlie Casey, E.E. Bell, Natalie Dye, Blake Bertrand, Ed Zajac, Erika L. Holmes, Bobbin Bergstrom e Vincent Angelo. |                                              |                                              |                    |                         |                   |
| 161 (8-06) | "Pais (Parents)"                             | Eli Attie                                    | Greg Yaitanes      | 14 de novembro de 2011  |                   |
| Um adolescente que tentava seguir os passos do falecido pai como um apresentador é admitido no Princeton-Plainsboro com uma paralisia parcial. Quando procuram por um doador de medula compatível nos parentes próximos, a equipe descobre um perturbador segredo de família. Enquanto isso, House procura formas inusitadas para remover o monitor da prisão de sua canela, para que possa acompanhar uma luta de boxe na cidade de Atlantic City. Ao mesmo tempo, ele trata um paciente que está convencido de que sofre de diabetes. Para completar, Taub precisa tomar uma importante decisão quando sua ex-esposa Rachel conta que pretende mudar para o outro lado do país com a filha. Atores Convidados: Harrison Thomas, Elizabeth Lackey, John Scurti, Jennifer Crystal Foley, Jim Lampley, Zena Grey, Kathe Mazur, Mark Atteberry, Kovar McClure, Jim Gleason, Jack Nathan Harding, Tim Chiou, Donnabella Mortel, Henry Clarke, Trevor Larcom, David Charles, Keith Markey, David Bickford, Greg Allan Martin e Bobbin Bergstrom |                                              |                                              |                    |                         |                   |
| 162 (8-07) | "Morto e Enterrado (Dead & Buried)"          | David Hoselton                               | Miguel Sapochnik   | 21 de novembro de 2011  |                   |
| House e sua equipe assumem o caso de uma garota com anafilaxia, mas descobrem que o caso é mais grave quando é descoberto que ela está grávida, mesmo afirmando que é virgem. Enquanto isso House se interessa pelo caso de um garoto que já está morto, mesmo Foreman dizendo a ele para se concentrar no caso da paciente. Atores Convidados: Channon Roe, Madison Davenport, Julie McNiven, Sarah Aldrich, Robert Pine, David Wells, Alex Quijano, Jeff Doba, Leslie Fleming-Mitchell, Michael Linstroth, Neil Schwary, e Bobbin Bergstrom. |                                              |                                              |                    |                         |                   |
| 163 (8-08) | "Perigos da Paranóia (Perils of Paranoia)"   | Thomas L. Moran                              | David Straiton     | 28 de novembro de 2011  |                   |
| O time pega o caso de um procurador que teve um aparente ataque cardíaco enquanto resolvia um caso. Quando descobrem um arsenal de armas na casa dele, eles devem descobrir se isso é superproteção ou paranóia. Taub ajuda Foreman com questões amorosas e Park descobre que deve se abrir mais. Atores Convidados: Vincent Spano, Amanda Foreman, Yaya Alafia, Tracy Vilar , Blake Anderson , Yan Feldman, Inger Tudor, Michael McLafferty, Liz Benoit, Rachel Sterling e Bobbin Bergstrom. |                                              |                                              |                    |                         |                   |
| 164 (8-09) | "Cara-Metade (Better Half)"                  | Kath Lingenfelter                            | Greg Yaitanes      | 23 de janeiro de 2012   |                   |
| Um homem com a Doença de Alzheimer começa a vomitar durante o tratamento para a doença e também exibe raiva súbita enquanto está internado. Então House e sua equipe devem diagnosticar esses novos sintomas de "Alzheimer".Enquanto isso House faz uma aposta com Wilson para tentar provar que a assexualidade de uma mulher é causada por uma doença. Atores Convidados: Melanie Lynskey, Corri English, Ivo Nandi, Tracy Vilar, Roma Chugani, Brian Skala, Ryan Alosio, Ian Gregory, Mario Cortez, Angel Oquendo e Bobbin Bergstrom. |                                              |                                              |                    |                         |                   |
| 165 (8-10) | "Fugitivos (Runaways)"                       | Marqui Jackson                               | Sanford Bookstaver | 30 de janeiro de 2012   |                   |
| Uma adolescente (Bridgit Mendler) precisa de um consentimento de um adulto para ser tratada por House e sua equipe, mas ela alega que está fugindo de um lar abusivo. Quando a mãe dela aparece, todos percebem que a relação entre elas é mais complicada do que parece. Enquanto isso, Taub não consegue se conectar com suas duas filhas e House quer explorar a relação de Foreman com uma moça chamada Anita. Atores Convidados: Bridgit Mendler, Yaya Alafia, Darlene Vogel, Kai Lennox, Brad Carter, Zylan Brooks, Mark Hengst e Bobbin Bergstrom. |                                              |                                              |                    |                         |                   |
| 166 (8-11) | "Culpa de Ninguém (Nobody's Fault)"          | Russel Friend, Garrett Lerner & David Foster | Greg Yaitanes      | 6 de fevereiro de 2012  |                   |
| House tem sua carreira ameaçada quando um professor de química que ele estava tratando tem um surto psicótico grave e fere um dos membros do hospital (Chase). Então ele passa por uma audiência com o Dr. Walter Cofield, antigo mentor de Foreman. Atores Convidados: Jeffrey Wright, Audrey Marie Anderson, David Anders, Deborah Lacey, Cheyenne Haynes, Mariah I. Wilson, Angel Oquendo, Liz Benoit e Bobbin Bergstrom. |                                              |                                              |                    |                         |                   |
| 167 (8-12) | "Chase"                                      | Peter Blake & Eli Attie                      | Matt Shakman       | 13 de fevereiro de 2012 |                   |
| A fé religiosa de Chase se abala quando ele trata uma jovem freira. Além disso, ele e House chegam a um desacordo fundamental sobre a paciente que pode finalmente acabar com a reputação de Chase como "homem cooperativo" de House, mas também trazem os métodos de House, sua reputação e objetividade a uma análise mais séria. Atores Convidados: Julie Mond, Valeri Ross, Jessica Luza, Kandis Erickson, Terrence Beasor, Liz Benoit, Bobbin Bergstrom e Maya Jean. |                                              |                                              |                    |                         |                   |
| 168 (8-13) | "O Homem da Casa (Man of the House)"         | Sara Hess & Liz Friedman                     | Colin Bucksey      | 20 de fevereiro de 2012 |                   |
| A esposa de green card de House, Dominika, vai retornar para provar às autoridades que ela e House são realmente casados. House, por sua vez, conduzirá a um curso rápido em que ambos irão aprender um pouco sobre amor e casamento. Atores Convidados: Jake Weber, Rena Sofer, Karolina Wydra, José Zúñiga, John Gloria, Duane R. Shepard Sr., Mykee Selkin, Denny Siegel, Joseph Falasca e Bobbin Bergstrom. |                                              |                                              |                    |                         |                   |
| 169 (8-14) | "O Amor é Cego (Love is Blind)"              | John C. Kelley                               | Tim Southam        | 27 de fevereiro de 2012 |                   |
| House e sua equipe assumem o caso de Will Westwood, um homem bem sucedido, independente e cego, que está prestes a pedir sua namorada em casamento. Mas antes que ele possa propor, ele é abatido por uma misteriosa doença. Agora House e sua equipe tentam salvá-lo, e no processo, Will se depara com uma decisão que mudará sua vida para sempre. Enquanto isso, a mãe de House o surpreende em Princeton Plainsboro para lhe contar sobre um novo relacionamento. Atores Convidados: Michael B. Jordan, Margo Harshman, Karolina Wydra, Diane Baker, Billy Connolly, John Montana, Ryan Driscoll e Bobbin Bergstrom. |                                              |                                              |                    |                         |                   |
| 170 (8-15) | "Assoprando o Apito (Blowing the Whistle)"   | Danny Weiss & Seth Hoffman                   | Julian Higgins     | 2 de abril de 2012      |                   |
| Um soldado (Arlen Escarpeta) retornando do exterior, acusado de traição depois de lançar um vídeo mostrando soldados matando civis, tem um colapso e é levado para Princeton-Plainsboro. Ele logo recusa o tratamento até que ele tenha a oportunidade de explicar a sua decisão para as massas. Enquanto isso, Adams e sua equipe acreditam que House está gravemente doente. Atores Convidados: Arlen Escarpeta, Sharif Atkins, Lindsay Zappala, Steve Nevil, Adam Cagley, Kristy Johnson, Sayeed Shahidi, Dava Krause, Albert Owens, Tom Riordan e Bobbin Bergstrom. |                                              |                                              |                    |                         |                   |
| 171 (8-16) | "Verificação de Intestino (Gut Check)"       | Jamie Conway & David Hoselton                | Miguel Sapochnik   | 9 de abril de 2012      |                   |
| House e sua equipe assumem o caso de um jogador de hóquei da liga menor (Greg Finley), que começou a tossir sangue depois de uma briga no gelo. Enquanto isso, House revela um grande segredo do passado de Wilson, e Park se muda para o apartamento de Chase depois de uma briga com sua mãe. Atores Convidados: Greg Finley, Will Shadley, Saachiko, Stephanie Whitfield, Christian Lalonde, Joseph Patrick Kelly e Bobbin Bergstrom. |                                              |                                              |                    |                         |                   |
| 172 (8-17) | "Nós Precisamos dos Ovos (We Need the Eggs)" | Peter Blake & Sara Hess                      | David Straiton     | 16/04/12                |                   |
| Um homem (Kevin Christy) é internado no hospital quando ele começa a chorar sangue, mas a equipe suspeita de um componente neurológico quando encontram sua "namorada" - uma boneca de sexo bastante realista com quem ele está apaixonado. Enquanto isso, House confronta suas inseguranças quando sua prostituta / acompanhante Emily decide deixá-lo. Atores Convidados: Kevin Christy, Karolina Wydra, Amy Davidson, Patrick Stump, Noelle Bellinghausen, Alexis Raben, Nik Isbelle, Eddie Pepitone, George Sharperson, Elizabeth J. Carlisle, Malana Lea, Elle Carpenter, Beckie King, Bobbin Bergstrom e Jillian Easton. |                                              |                                              |                    |                         |                   |
| 173 (8-18) | "Corpo e Alma (Body and Soul)"               | Dustin Paddock                               | Stefan Schwartz    | 23 de abril de 2012     |                   |
| A equipe luta para diagnosticar um paciente cujo avô acha que ele está possuído. Enquanto isso, Park e Chase têm sonhos sexuais um sobre o outro. Dominika descobre que House jogou fora seu green card, e Wilson revela a House que ele tem câncer. Atores Convidados: Karolina Wydra, Samantha Cutaran, Riley Lennon Nice, George Cheung, Ginette Rhodes, Peyton McDavitt, Bobbin Bergstrom e Shannon McKinnon |                                              |                                              |                    |                         |                   |
| 174 (8-19) | "A Palavra C (The C Word)"                   | John C. Kelley & Marqui Jackson              | Hugh Laurie        | 30 de abril de 2012     |                   |
| House tenta curar o câncer de Wilson antes que seu amigo morra. Enquanto isso, os outros médicos em Princeton-Plainsboro devem trabalhar com outra médica - a mãe de seu paciente. Atores Convidados: Jessica Collins, Chris McKenna, Rachel Eggleston, Art Chudabala, Gabriel Suttle e Bobbin Bergstrom |                                              |                                              |                    |                         |                   |
| 175 (8-20) | "Pós Morte (Post Mortem)"                    | Kath Lingenfelter & David Hoselton           | Peter Weller       | 7 de maio de 2012       |                   |
| A equipe de House deve convencer o paciente, um médico do Princeton-Plainsboro (Jamie Elman) que House está encarregado de seu caso depois que ele misteriosamente desaparece. Enquanto isso, House, sai na verdade em umas pequenas férias com Wilson enquanto Wilson assume a identidade de Kyle Calloway, que tem uma personalidade bastante parecida com a de House. Wilson volta a si. Chase se demite. House pega os resultados da tomografia de Wilson e acabam por ser más notícias para o oncologista. Atores Convidados: Jamie Elman, Peter Weller, Carol Herman, Carole Gutierrez, Jennifer Christopher, Jeremy Scott Glenn e Bobbin Bergstrom |                                              |                                              |                    |                         |                   |
| 176 (8-21) | "Aguentando (Holding On)"                    | Russel Friend, Garrett Lerner & David Foster | Miguel Sapochnik   | 14 de maio de 2012      |                   |
| Treze (participação especial de Olivia Wilde) volta para dar conselhos a Wilson sobre o câncer e como enfrentar sua própria mortalidade. A equipe acredita que os sintomas de um paciente estão sendo causados por problemas físicos e psicológicos. Enquanto isso, Foreman usa uma nova tática para tentar controlar House pois ele começa a ficar fora de controle. House tem de voltar a cadeia por 6 meses por uma pegadinha que saiu errado, enquanto Wilson decide que não vai fazer mais quimioterapia e assim, só terá 5 meses de vida. Atores Convidados: Olivia Wilde, Skylar Astin, Natalie Dreyfuss, Jacob Zachar, Derek Mio, Enzo Cilenti, Moira Squier, Michael C. Alexander, Pat McNeely, David Danino, Brayden Brooks, Lindsay Dennis e Bobbin Bergstrom |                                              |                                              |                    |                         |                   |
| 177 (8-22) | "Todo Mundo Morre (Everybody Dies)"          | David Shore, Peter Blake & Eli Attie         | David Shore        | 21 de maio de 2012      |                   |
| Último episódio da série. O paciente de House, um viciado em drogas, obriga-o a olhar para trás em sua própria vida. House deve decidir se ele quer continuar como está ou passar por uma mudança, o que vai acontecer no futuro e lidar com seus próprios problemas e suas lutas pessoais. House acorda num prédio em chamas e o paciente está morto. Com sua vida desmoronando ao seu redor, House alucina com as pessoas de seu passado enquanto ele decide se vale a pena viver ou morrer. Atores Convidados: Olivia Wilde, James Le Gros, Karolina Wydra, Jennifer Crystal Foley, Zena Grey, Diane Baker, Andre Braugher, Anne Dudek, Jennifer Morrison, Kal Penn, Amber Tamblyn, Sela Ward, Patrick Price, Jaclyn Jonet, Patrick O'Connor, Patrick Quinlan, Bobbin Bergstrom, Nadia Pandey RiverStone e Michael Prather |                                              |                                              |                    |                         |                   |